# Liste des îles de France

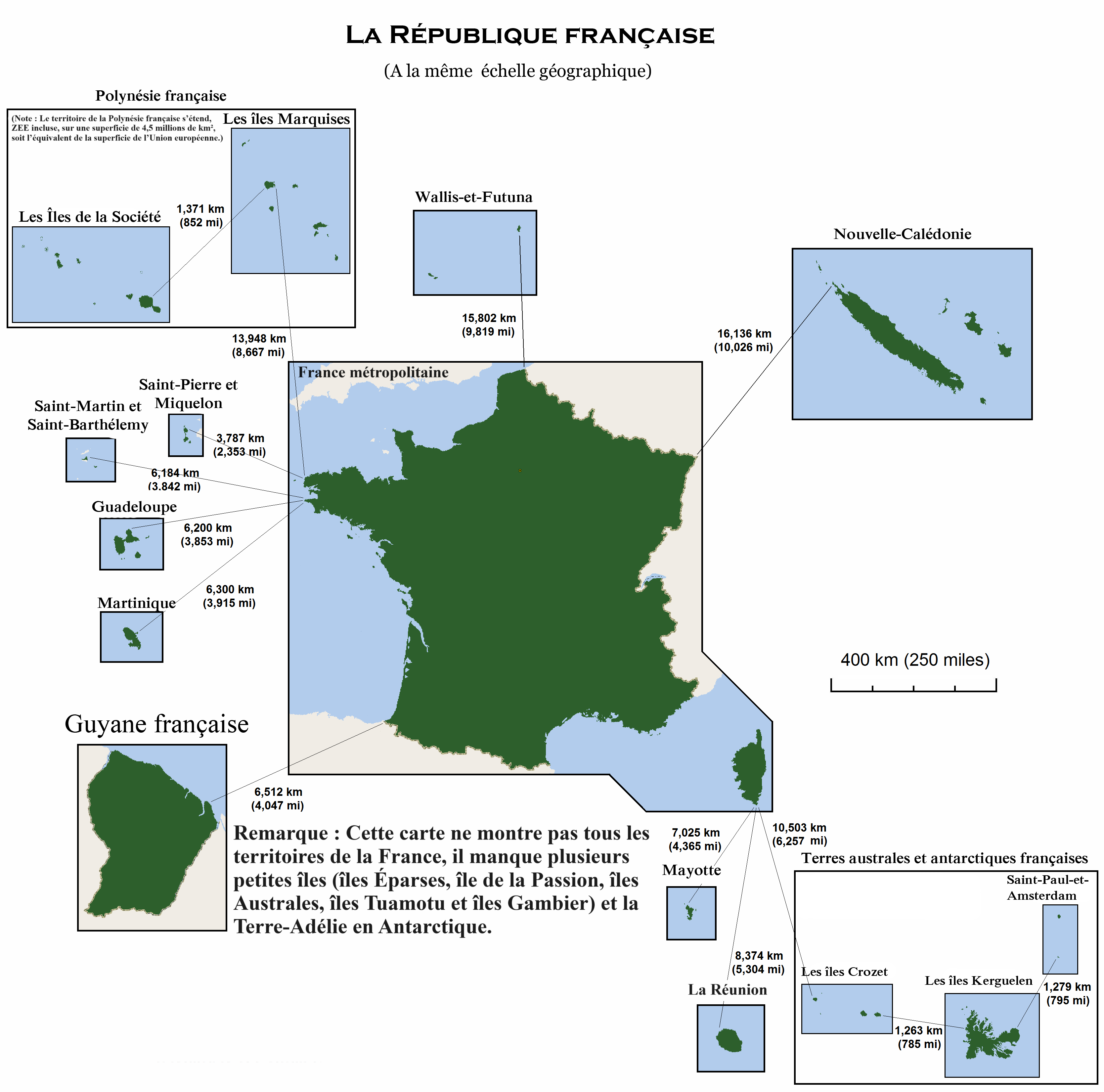
Carte des plus grandes parties du territoire français représentées à la même échelle.

Cet article recense les îles françaises.

## Îles de pleine mer

### Côtes métropolitaines de l'Atlantiqueet de laManche

#### Normandie

##### Manche
Îles normandes de la baie du Mont-Saint-Michel :
- Mont Saint-Michel (à marée haute par grands coefficients), (Le Mont-Saint-Michel)
- Tombelaine (Genêts)

Îles Chausey (Granville) - 6.5 km² :
- Grande île : 45 ha
- La Genétaie : 1,82 ha
- La Meule : 1,38 ha
- La Houllée : 0,86 ha
- L'île aux Oiseaux : 0,62 ha
- Grand Épail : 0,29 ha

Îles de la presqu'île du Cotentin :
- Île Pelée (Cherbourg-en-Cotentin)
- Tatihou (à marée haute), (Saint-Vaast-la-Hougue) - 0.29 km²

Îles Saint-Marcouf (Saint-Marcouf) :
- Île du Large
- Île de Terre

Île de la baie de Seine (Honfleur): 
île du Ratier  (îlot artificiel créé en 2005 sur le banc du Ratier)

#### Bretagne

##### Ille-et-Vilaine
- Îles de Saint-Malo (Saint-Malo) - 36.58 km² :
  - Île Cézembre
  - Grand Bé
  - Petit Bé
  - Fort National
  - La Conchée
- Îles de Cancale (Cancale) - 12.61 km² :
  - Île des Landes
  - Île des Rimains
- Îles de Dinard - 7.84 km² :
  - Île Harbour (Dinard)
- Autres îles d’Ille-et-Vilaine :
  - Île Agot (Saint-Briac-sur-Mer) - 0.162 km²
  - Île du Guesclin (Saint-Coulomb)
  - Les Tintiaux

##### Côtes-d'Armor
Archipel de Bréhat (Île-de-Bréhat) :
- Île Ar-Morbic
- Île Béniguet
- Île Grouezen
- Île Lavrec
- Île Logodec
- Île Maudez
- Île Raguenès
- Raguénès Meur
- Île Verte

Archipel des Sept-Îles (Perros-Guirec) :
- Île Bono
- Le Cerf
- Les Costans
- Malban
- Île aux Moines
- Île Plate
- Île Rouzic

Autres îles des Côtes-d'Armor :
- Île Aganton (Pleumeur-Bodou)
- Île à Bois (Île-de-Bréhat
- Îles de Buguélès (Penvénan)
  - Île Ozac'h
  - Île Illiec
  - Île Balanec
  - Île Milliau
  - Île Guiben
  - Île des Levrettes
- Île de Costaérès (Trégastel)
- Archipel des Ébihens (Saint-Jacut-de-la-Mer)
  - Îlot de la Colombière
  - îlots de la Neillière, la Grande Roche, la Margatière, les Jumeliaux, la Loge, les Hachés...
- Île d'Er (Plougrescant)
- Le Grand-Pourier
- Île Lemenez (Plouézec)
- Île Loaven (Plougrescant)
- Île Marquer (Penvénan)
- Mez de Goëlo (groupe d'îlots), (Plouézec)
- Molène (Trébeurden)
- Île Morville (Trégastel)
- Île de Pors Scaff (Plougrescant)
- Île Renote (Trégastel)
- Île Saint-Gildas (Penvénan)
- Îlot Saint-Michel (Erquy)
- Île Saint-Riom (Ploubazlanec)
- Île Tomé (Perros-Guirec)
- Trélévern
- Archipel des Triagoz (Perros-Guirec)
- Îlot du Verdelet (Pléneuf-Val-André)

##### Finistère
Îles de la rade de Brest - 184 km² :
- Île d'Arun
- Île des Morts
- Île Perdue
- Île Ronde
- Île de Tibidy
- Île Trébéron

Archipel de Molène :
- Île aux Chrétiens
- Île de Balanec
- Bannec
- Île de Béniguet
- Île de Litiry
- Lédénes de Molène
- Lédénes de Quéménès
- Ledenez Vraz
- Île de Molène
- Île de Morgol
- Île de Quéménès
- Île de Trielen

Archipel des Glénan (neuf îles principales), (Fouesnant) - 5,05 km² :
- Île de Bananec
- Île de Brunec
- Île Cigogne
- Île de Drénec
- Île de Guiautec ou Île Guéotec
- Île de Guiriden
- Île du Loc'h
- Île aux Moutons
- Île de Penfret
- Île de Quignénec
- Île Saint-Nicolas

Autres îles du Finistère :
- Îles de l'Aber Wrach
- Île de Batz - 3,2 km²
- Île du Bec - 0,0164 km²
- Île Callot - 1,1 km²
- Îlot des Capucins
- Île Carn - 0,015 km²
- Château du Taureau - 0.002 km²
- Île Chevallier - 1 km²
- La Cormorandière
- Île Garo - 0,2 km²
- Île Garo - 0,17 km²
- Île Guenioc - 0,0046 km²
- Île d'Iock
- Kélaourou
- Île de Keller - 0,28 km²
- Île Louët
- Île Melon
- Ar-Men
- Île Noire
- Île d'Ouessant - 15,58 km²
- Île de Rosservo - 0,0103 km²
- Île Ségal - 0,0185 km²
- Île de Sein - 0,58 km²
- Raz de Sein
- Chaussée de Sein
- Île de Sieck - 0,018 km²
- Île Stagadon - 0,04 km²
- Île Tariec - 0,0030 km²
- Tévennec
- Île Tristan - 0,1225 km²
- Île aux Vaches
- Île Venan - 0,05 km²
- Île Verte
- Île Vierge
- Île Wrac'h - 0,04 km²

##### Morbihan
Îles du golfe du Morbihan - 95.02 km² :
- Île d'Arz
- Bailleron
- Île de Berder
- Île de Boëd
- Boëdic
- Île Brannec
- Îles de Brouel
- Île du Charles
- Conleau
- Corn Bihan
- Creïzic
- La Dervenn
- Île Drenec
- Er Lannic
- Gavrinis
- Godec
- Île Govihan
- Le Grand Huernic
- Hent Tenn
- Holavre
- Île Ilur
- Iluric
- Île Irus
- Île de la Jument
- Île de Lerne
- Îles Logoden
- Île Longue
- Île de Mancel
- Île aux Moines
- Mouchiouse
- Île aux Oiseaux
- Piren
- Pladic
- Île de la Pointe
- Île Quistinic
- Radenec
- Er Runio
- Sept Îles
- Stibiden
- Île Tascon
- Trohennec
- Grand Veïzit
- Petit Veïzit

Autres îles du Morbihan :
- Île de Belair - 0.014 km²
- Belle-Île-en-Mer - 85.63 km²
- Les Grands Cardinaux -
- Les Petits Cardinaux - 0.004 km²
- Île aux Chevaux - 0.035 km²
- Er Yoc'h -
- Îlot de Guernic
- Île Glazic - 0.005 km²
- Groix - 14.82 km²
- Hoëdic - 2.08 km²
- Houat - 2.91 km²
- Île Keragan - 0.006 km²
- Île de Kerner - 0.096 km²
- Méaban - 0.010 km²
- Île Mousker -
- Îlot du Nohic -
- Île de Roëlan - 0.018 km²
- Île de Saint-Cado - 0.002 km²
- Île Théviec - 0.0535 km²
- Île Thinic -
- Îlot de Toul-Bihan -
- Îlot de Toul-Bras -
- Île Valhuec - 0.057 km²
- Île du Bechet - 0.064 km²
- Île d'Aloès - 0.02 km²
- Île à Bacchus - 0.0010 km²
- Îlot de Roh-Beniguet - 0.0033 km²

#### Pays de la Loire

##### Loire-Atlantique
- Baguenaud - 0.002 km²
- Île Dumet - 0.085 km²
- Les Évens
- Le Grand Charpentier
- Île de la Pierre-Percée (Pornichet)
- Les Troves - 0.001 km²

##### Vendée
- Les Chiens Perrins
- Île de Bouin
- Île de Noirmoutier - 49 km²
- Île du Pilier - 0.04 km²
- Île d'Yeu - 23.32 km²

#### Nouvelle-Aquitaine

##### Charente-Maritime
- Archipel charentais
  - Île d'Aix - 1.39 km²
  - Île Madame - 0.78 km²
  - Île de Nôle
  - Île d'Oléron - 174 km²
  - Île de Ré - 85 km²
- Fort Boyard
- Fort Énet
- Fort Louvois

##### Estuaire de la Gironde
- Île sans nom (plateau de Cordouan) (apparue en janvier 2009, non encore rattachée à un territoire)

##### Gironde
- Banc d'Arguin
- Île aux Oiseaux (dans le bassin d'Arcachon)
- Phare de Cordouan

### Côteméditerranéenne

#### Occitanie
- Fort de Brescou (Agde)
- Île de l'Aute (Sigean)
- Île de Planasse (Sigean)
- Île du Soulier (Peyriac-de-Mer)

#### Provence-Alpes-Côte d'Azur

##### Bouches-du-Rhône
Archipel du Frioul (Marseille) :
- Île des Eyglaudes
- Grand Salaman
- Gros Estéou
- Île d'If
- Petit Salaman
- Île de Pomègues
- Île de Ratonneau
- Îlot de Tiboulen du Frioul

Îles des Calanques de Marseille :
- Île Calseraigne
- Petit Congloué
- Les Empereurs
- L’Estéou
- Île Jarre
- Île de Jarron
- Île Maïre
- Île Moyade
- Les Moyadons
- Les Pharillons
- Île de Riou
- Rocher du torpilleur
- Île Tiboulen de Maïre

Autres îles de Marseille :
- Île de Planier
- Île d'Endoume
- Île Degaby
- Rocher des Pendus

Autres îles des Bouches-du-Rhône :

##### Var

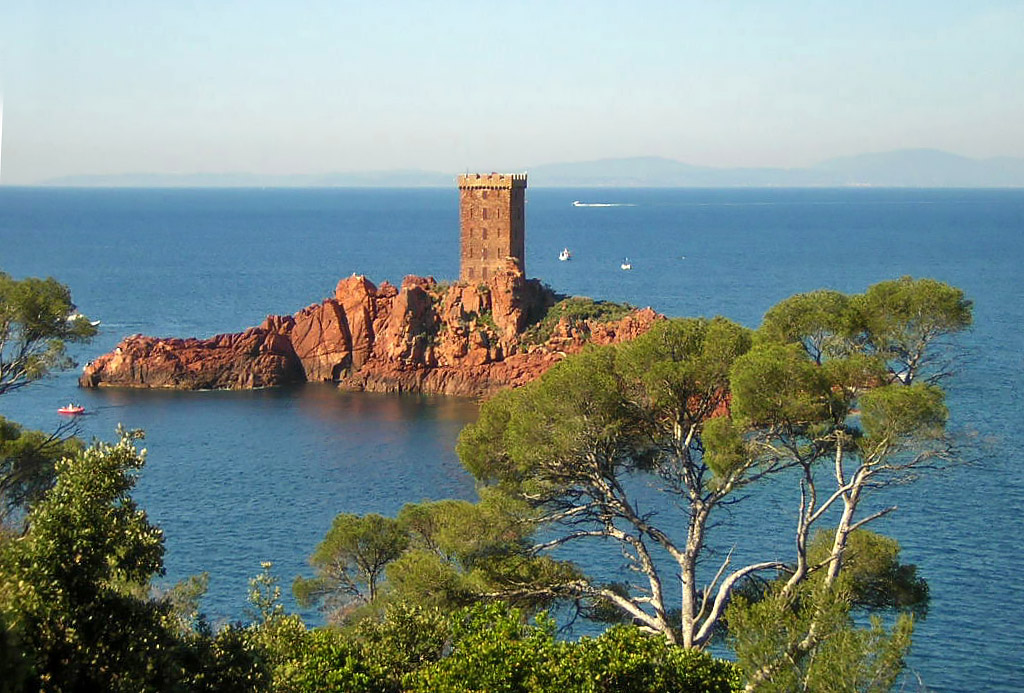
Île d'Or.

Archipel des Embiez :
- Île des Embiez 0,95km³
- Île du Grand Gaou
- Île du Petit Gaou
- Île du Grand Rouveau
- Île du Petit Rouveau

Îles d'Hyères :
- Île de Bagaud
- Les Fourmigues
- Îlot de la Gabinière
- Île du Levant
- Île du Petit Langoustier
- Île de Porquerolles
- Île de Port-Cros
- Rocher du Rascas
- Île de la Redonne
- Île du Grand Ribaud
- Île du Petit Ribaud

Autres îles du Var :
- Île de Bendor
- Rocher des Deux Frères
- Les Fourmigues
- Île Rousse (Bandol)
- Le Lion de mer
- Le Lion de terre
- Île d'Or
- Île des Vieilles

##### Alpes-Maritimes
Îles de Lérins :
- Îlot Saint-Ferréol
- Île Saint-Honorat
- Île Sainte-Marguerite
- Îlot de la Tradelière

#### Corse
Îles Cerbicale :
- Île Forana
- Île de Maestro Maria
- Île Pietricaggiosa
- Île du Toro
- Rocher de la Vacca

Îles Lavezzi :
- Cavallo
- Piana
- Lavezzo

Autres archipels corses :
- Îles Finocchiarola
- Îlots des Moines
- Îles Sanguinaires
- Îles de la Tonnara
- Îles du Toro

Autres îles corses :
- Île Bruzzi
- Île Cala di Zeri
- Îlot de Capense
- Île de Cap Rossu
- Île d'Eccica
- Île de Gargali
- Île de Gargalo
- Île de Garganellu
- Île de la Giraglia
- Île de la Pietra
- Île de Pinarellu
- Île Roscana
- Île de Spano

### Îles deGuadeloupe

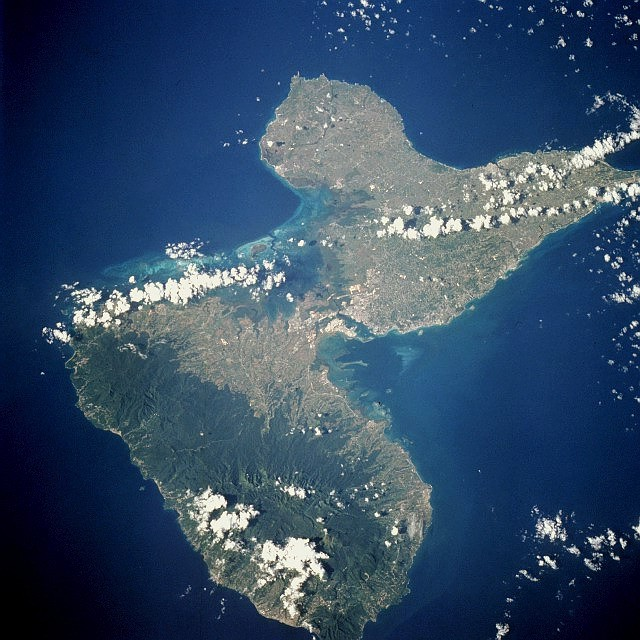
Image satellite de la Guadeloupe.

Grandes îles de la Guadeloupe :
- Grande-Terre
- Basse-Terre

Îlets de la Côte-sous-le-vent :
- Tête à l'Anglais
- Îlet à Kahouanne
- Îlets de Pigeon

Îlets du Petit Cul-de-sac Marin :
- Îlet du Gosier
- Îlet à Cochons
- Îlet Boissard
- Îlet Chasse
- Îlet Feuille
- Îlet Fortune
- Grand Îlet
- Îlet Frégate de Haut

Îlets du Grand Cul-de-sac marin :
- Îlet Macou
- Îlet Duberran
- Îlet à Christophe
- Îlet à Colas
- Îlet à Fajou
- Îlet Mangue à Laurette
- Îlet à Caret
- La Biche
- Îlet Crabière
- Îlets de Carénage dont Îlet Blanc
- Petit îlet
- Grand îlet
- Haie Bébel
- Îlet Rat

#### Îles desDépendances de la Guadeloupe
Groupe d’îles de Marie-Galante :
- Île de Marie-Galante
- Îlet de Vieux Fort

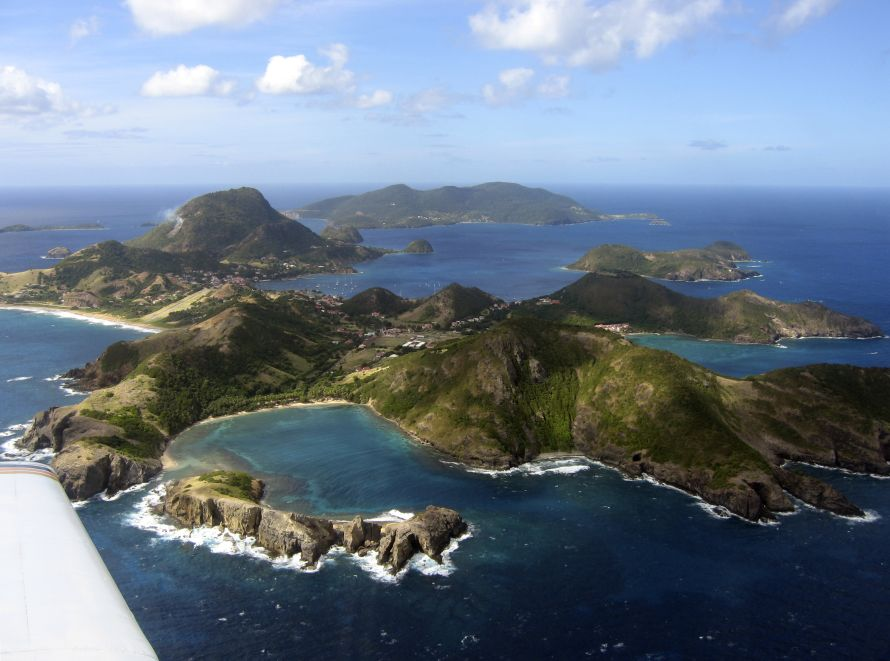
Vue aérienne des îles des Saintes.

Groupe d’îles de la Désirade et de Petite Terre :
- Île de la Désirade
- Îlet de Terre de Haut
- Îlet de Terre de Bas
- Baleine du Sud

Archipel des Saintes :
- Terre-de-Haut
- Terre-de-Bas
- Grand-Îlet
- Les Augustins
- Îlet à Cabrit
- La Coche
- Le Pâté
- La Redonde
- Les Roches percées

### Îles deGuyane
Îles de Rémire :
- Îles :
  - Le Malingre
  - Les Mamelles
  - La Mère
  - Le Père
- Îlets :
  - Le Cercueil
  - L'Enfant Perdu
  - Îlets Dupont
  - Le Machoiran Blanc
  - Le Petit Machoiran
  - Roche Anglaise
  - Roche Saint-François

Îles du Salut :
- Île du Diable
- Île Royale
- Île Saint-Joseph

Autres îles et îlots de Guyane :
- Île du Grand Connétable
- Île du Petit Connétable
- Île Verte
- Roche la Folle
- Roches Kourou

### Îles deMartinique
- Grande île de Martinique

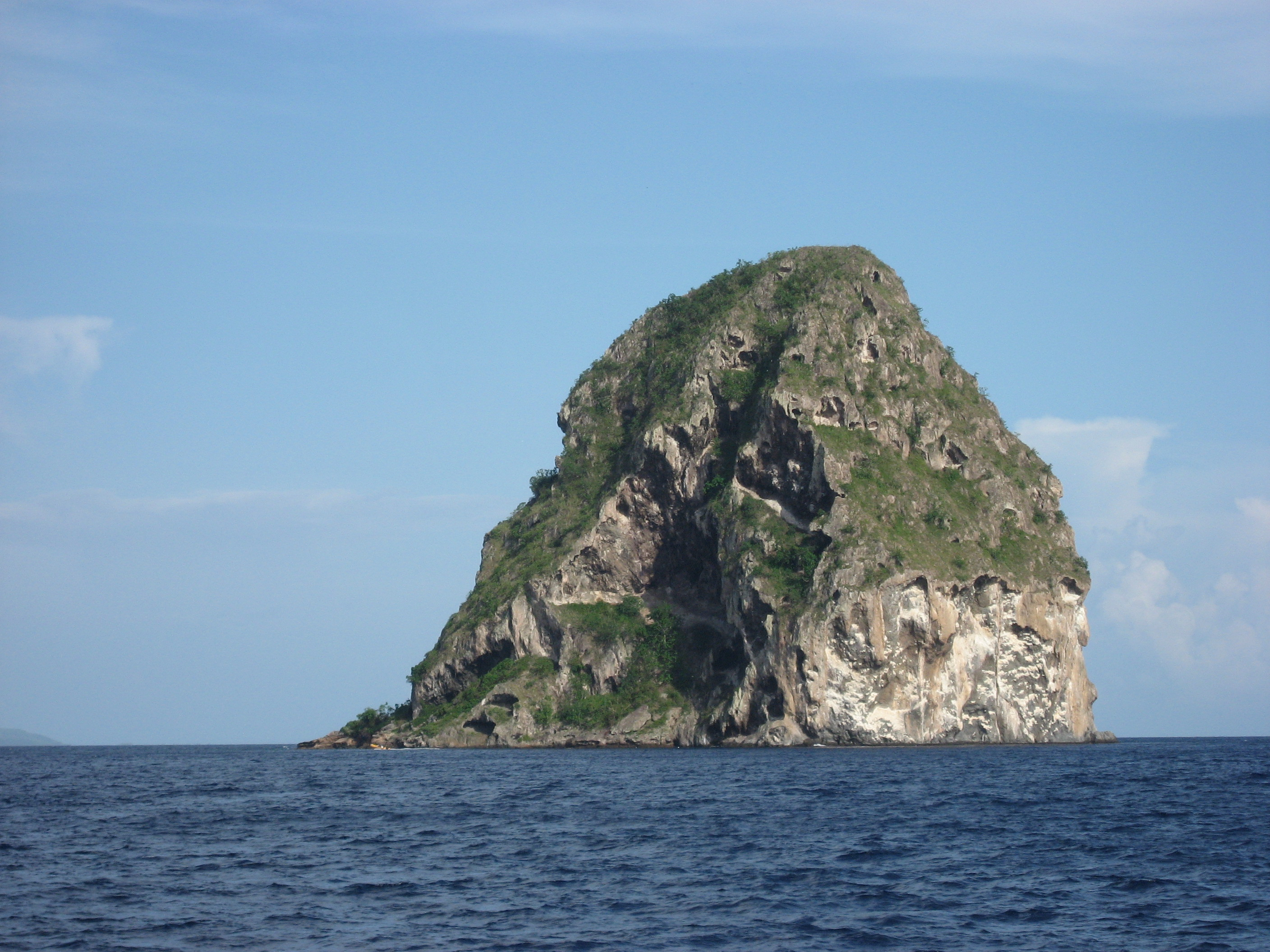
Rocher du Diamant, à la Martinique.

Îlets de la côte Atlantique (Côte au vent ou Cabesterre) :
- Îlet Saint-Aubin
- Îlet Sainte-Marie

Îlets de la côte Caraïbe (Côte sous le vent) :
- Gros Îlet
- Îlet Ramiers
- Îlet Charles
- Îlet Thébloux
- Îlet Sixtain
- Petit Îlet
- Rocher du Diamant
- Rocher de la Perle

Îlets de la presqu’île de Sainte-Anne :
- Îlet à Aigrettes
- Îlet Baude
- Îlet Burgaux
- Îlet Cabrits
- Îlet Chevalier
- Îlet aux Chiens
- Îlet Duquesney
- Îlet Hardy
- Îlet Poirier
- Îlet Petit Dupré
- Îlet Rat
- La Table du Diable
- Îlet Percé

Îlets de la Caravelle :
- Îlet du Galion
- Îlet Lapin
- Îlet Tartane
- Îlet du Trésor
- Rocher de la Caravelle
- Table du Diable

Îlets du François :
- Îlet Frégate
- Îlet Long
- Îlet Métrente
- Îlet Oscar
- Îlet Thierry
- Îlet Pelé
- Îlet Lavigne
- Îlet Lapins

Îlets du Vauclin :
- Îlet Petite Grenade

Îlets du Robert :
- Îlet Boisseau
- Îlet Chancel
- Îlet à Eau
- Loup-Garou
- Îlet Madame
- Îlet Petite Martinique
- Îlet Petit Piton
- Îlet Ragot
- Îlet aux Rats
- Îlet Petit Vincent

### Îles deMayotte
- Grandes îles :
  - Grande-Terre (ou Mahoré)
  - Petite-Terre (ou Pamanzi)
- Îlets (Chissioua) :
  - Chissioua Bambo
  - Chissioua Mbouini
  - Chissioua Mbouzi
  - Chissioua Bandrélé
  - Chissioua Karoni
  - Chissioua Handréma
  - Chissioua Mtsamboro
  - Chissioua Sada
- Îles Choazil :
  - Malandzamiayajou
  - Malandzamiayatsini
- Îlots Effatsy
- Îles Hajangoua :
  - Kolo Issa
  - Pengoua
  - Pouhou
- Île Kakazou
- Îlot Mognameri

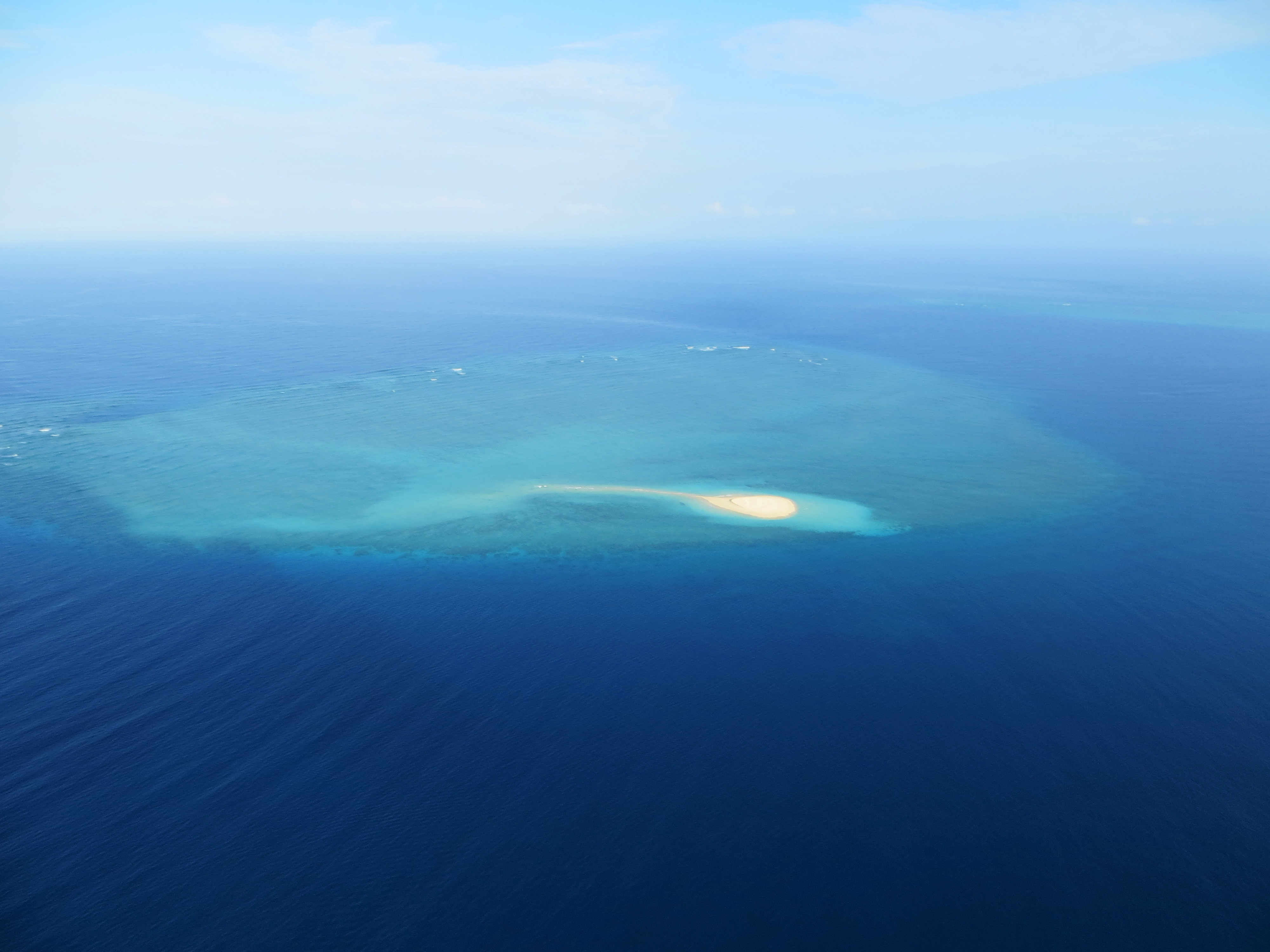
Vue aérienne de l'Îlot de Sable Blanc ou Mtsanga Tsoholé, à Mayotte.

- Îlot de Sable Blanc ou Mtsanga Tsoholé
- Île Vatou
- Îlot Ziné
- Îlot Aombe
- Îlot Bouni

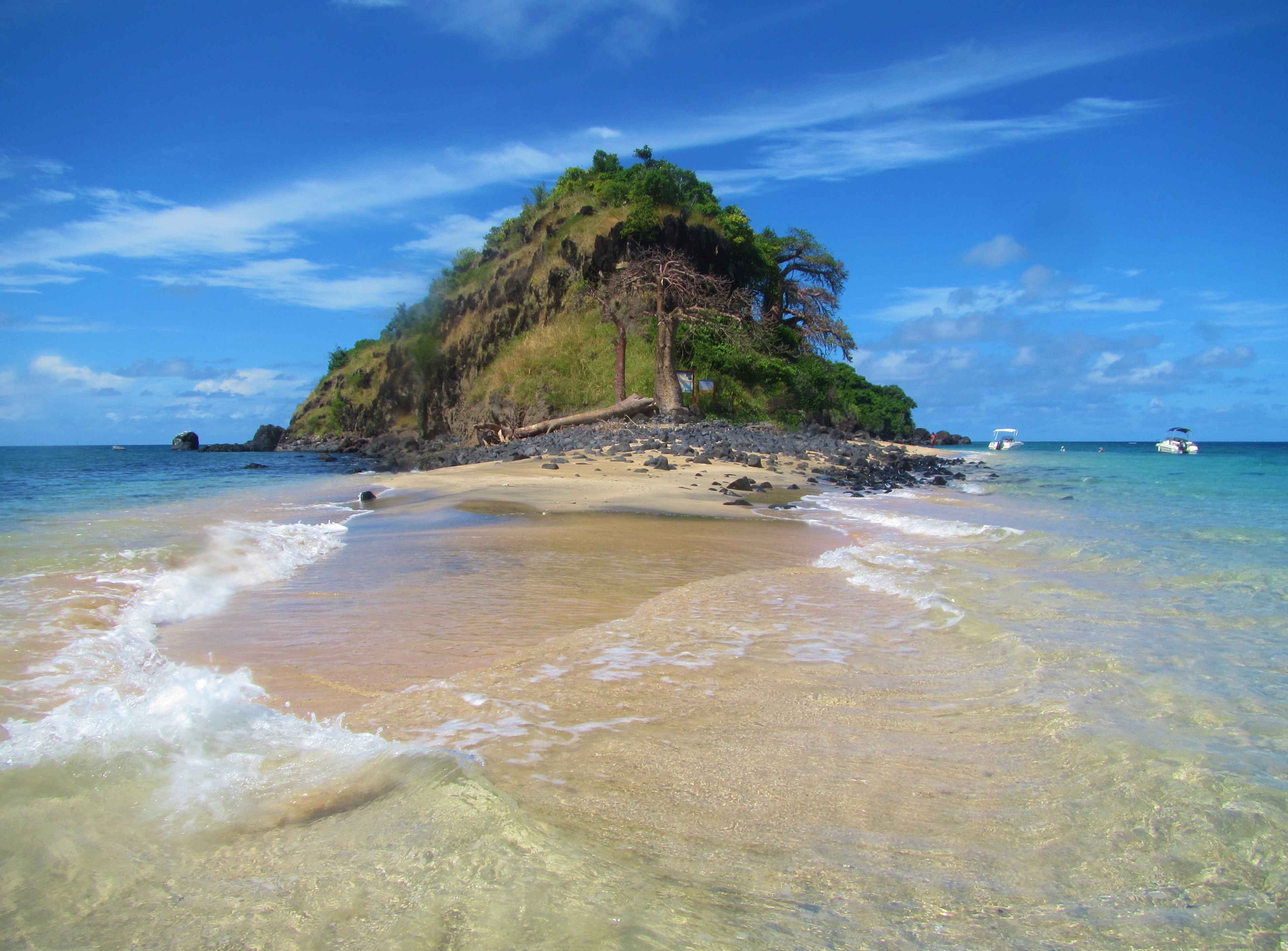
Îlot Bambo
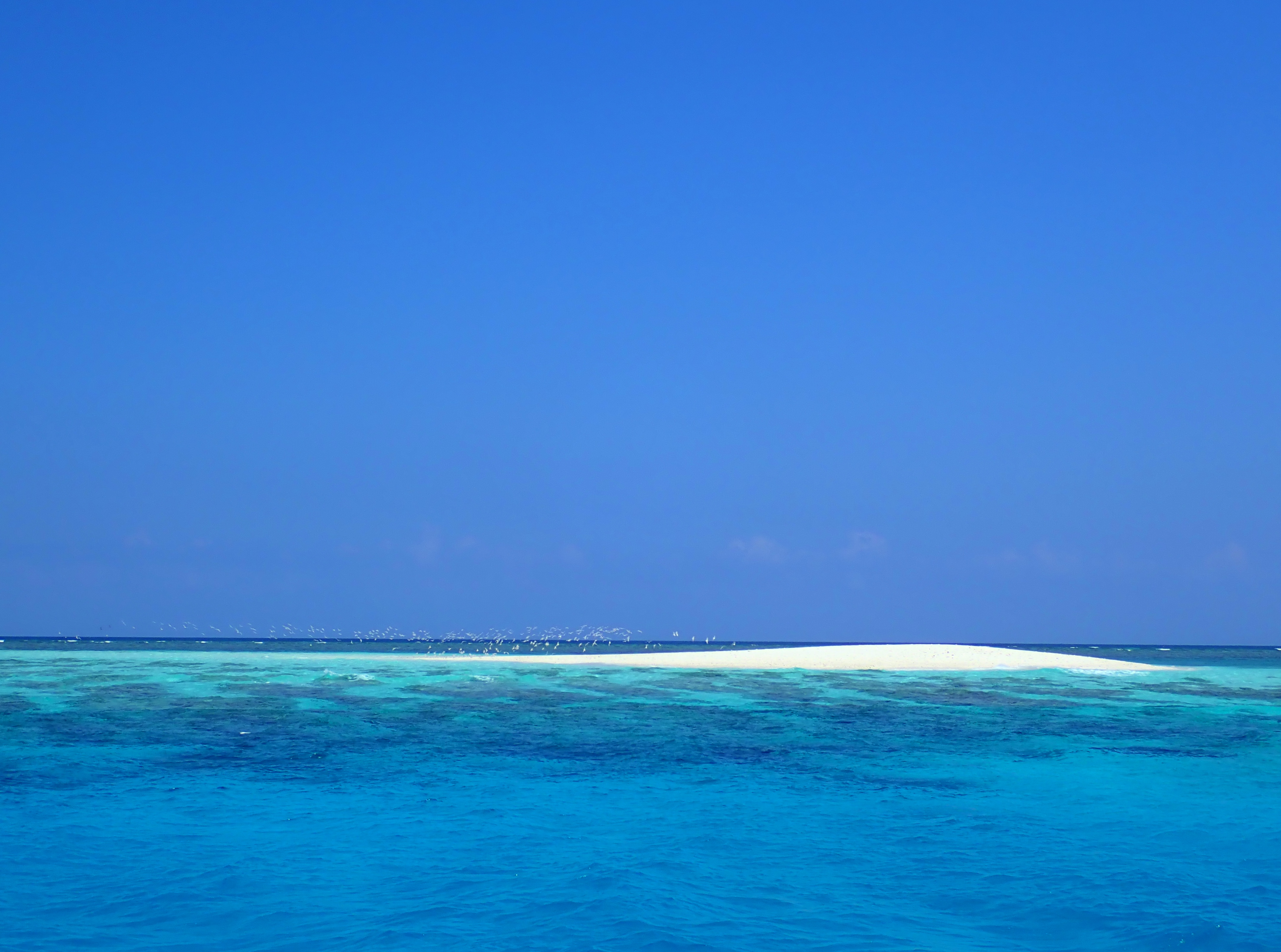
L'îlot des sternes (émergé seulement à marée basse)
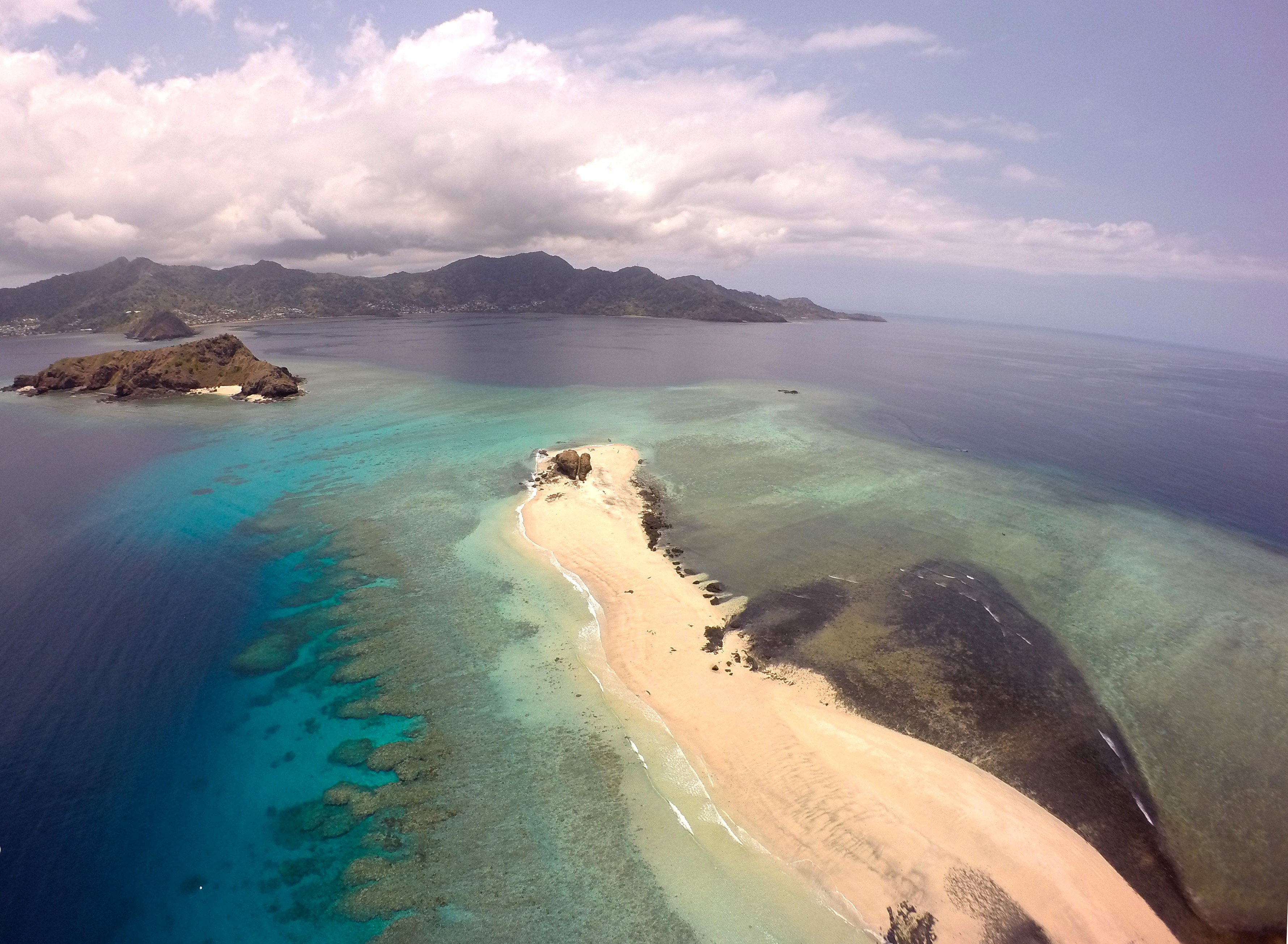
Ilôts Choisil
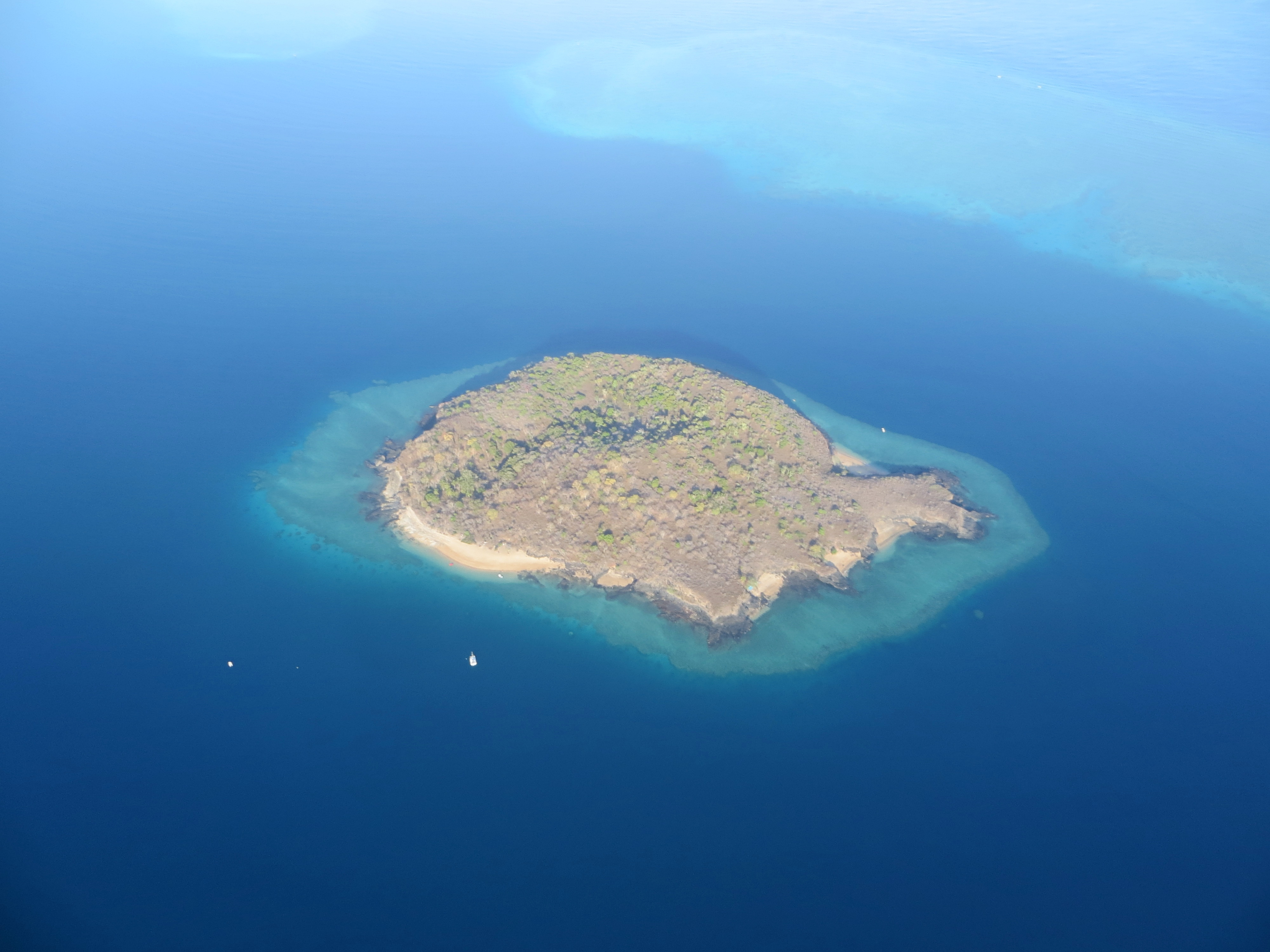
Vue aérienne de l'Îlot Bandrélé
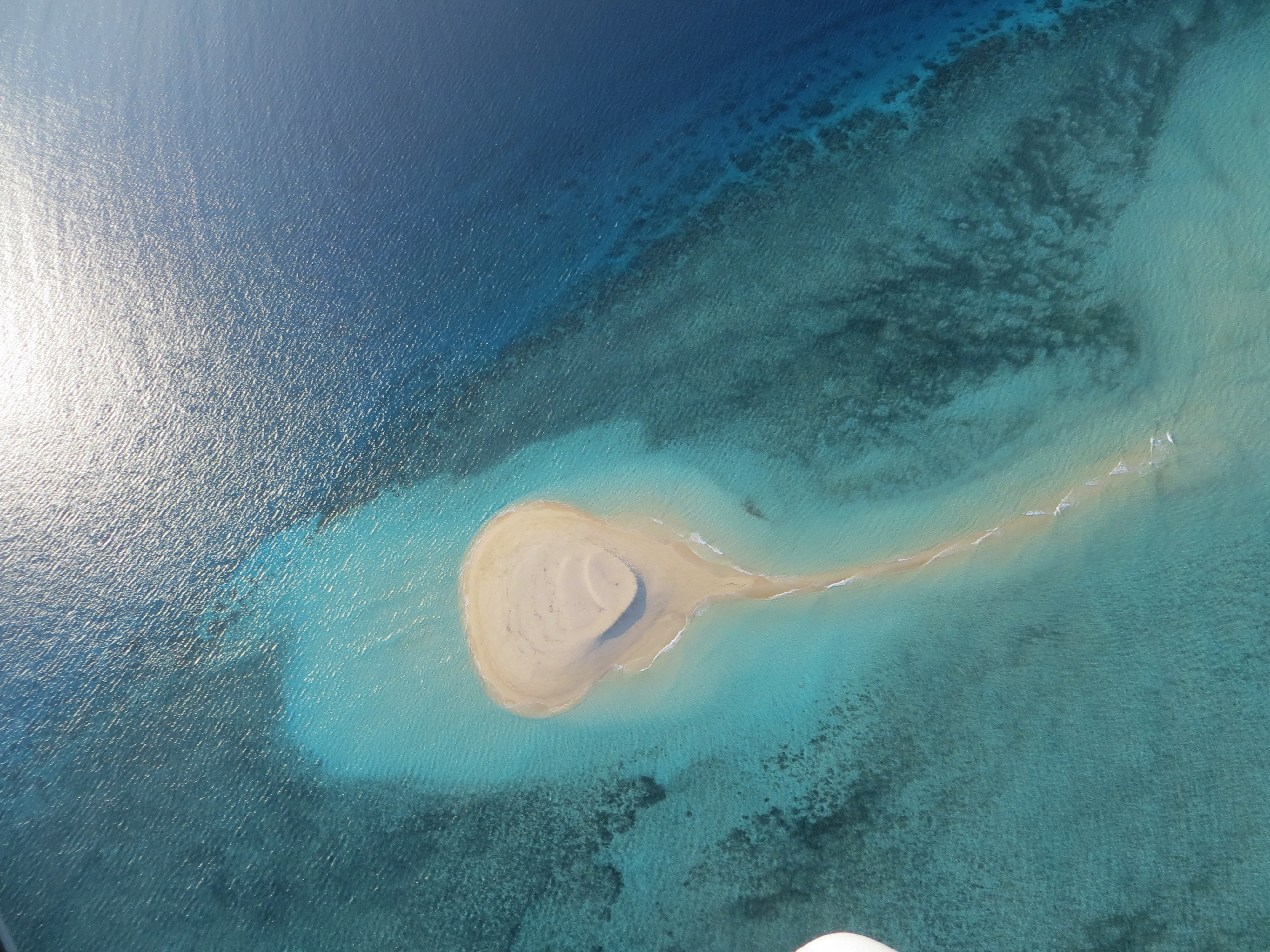
Vue aérienne de l'Îlot de Sable Blanc

### Nouvelle-Calédonie

#### Îles de Grande-Terre
- Grande-Terre

##### Province Nord
Îles Belep :
- Île Art
- Île Bouiano
- Récif de Cook
- Île Dau Ac
- Îles Daos du Nord
- Îles Daos du Sud
- Île Mandjaleane
- Île Neba
- Île Pott

Autres îles :
- Île Amourou
- Île Baaba
- Île Balabio
- Île Boh
- île Daomboui
- Île Deverd
- Île Double
- Îlot Ena
- Île de Gatope
- Île Grimault
- Îlot Hienga
- Île Hiengabat
- Île Hienghene
- Îlot Hiengu
- Île Kendec
- Île Koniene
- Île Maabounghi
- Île Moop
- Île Mouac
- Île Nadaade
- Îlot Nandahalap
- Île Nani
- Île Neangambo
- Île Nendiale
- Île Ouanne
- Îlot Ouao
- Île Oupe
- Île Paaio
- Île Padiote
- Île Pam
- Île Phwa Jep
- Île Pingiane
- Île Pionne
- Îlots Saint-Phalle
- Île Taanlai
- Île Taanlo
- Île de la Table
- Île Tanle
- Île Ti
- Île Ti-Ac
- Île Tie
- Île Tiguit
- Île Tiya
- Île Touaye
- Île Yaba
- Île Yandé
- Île Yenghebane

##### Province Sud
Îles des Pins :
- Île Ami
- Île Ana
- Île Atere
- Île Aventure
- Île Bayonnaise
- Îlot Brosse
- Île Duroc
- Île Gereoniere
- Îlot Gie
- Île Kô Ngéaa Ké
- Île Kônubutr
- Île Koutoumo (ou Kotomo)
- Île Kuibandui
- Île Kûûmo
- Îlot Menore
- Île Môrô
- Île Muare
- Île Mwâréya
- Îlot Nä Nä
- Île Nouma
- Île Ouatomo
- Île Ouento
- Île des Pins
- Île Tianoa
- Île Tomere
- Île Wétë

Autres îles :
- Île Abu
- Îlot Amédée
- île Ange
- Île Atire
- Île Bailly
- Île aux Canards
- Île Canon
- Îlot César
- Îlot Charbon
- Île Charron
- Îlot Chengiro
- Île Dingo
- Île Doumbe
- Île Ducos
- Grand Fourmi
- Petit Fourmi
- Île Geoffroy
- Île Gi
- Île aux Goélands
- Îlot Goldfield
- Île Hugon
- Île Isié
- Île Koko
- Île Kouaré
- Îlot Kundogi
- Îlot Kundoyo
- Île Larégnère
- Île Layrle
- Île Lebris
- Île Léprédour
- Île Leroue
- Île Longue
- Îlot M'Ba
- Îlot M'Bé
- Îlot M'Bo
- Îlot Maître
- Îlot Maméré
- Île Mara
- Île Marceau
- Île Mathieu
- Île Mato
- Île Mereoyou
- Île Montravel
- Île Moro
- Île N'Da
- Îlot N'Do
- Île Ndukue
- Île Néaé
- Île Némi
- Île Némou
- Île Noé
- Île Ouen
- Île Ouernel
- Île Page
- Île Pandanus
- Île Parseval
- Îlot Porc-Épic
- Île Puemba
- Île Puen
- Île Redika
- Île Ronhua
- Île Sainte-Marie
- Île Saint-Die
- Île Saint-Phalle
- Îlot Signal
- Île T'Ndu
- Tamanou
- Îlot Tenia
- Île Téré
- Îlot Teremba
- Îlots Testard
- Île Tiam Bouene
- Île Trelon
- Îlots Trio
- Île Tupeti
- Île Uaterembi
- Île Ua
- Île Uatio
- Île Uéré
- Île Ugo
- Île Uié
- Île Uo
- Île Verte
- Île Vua

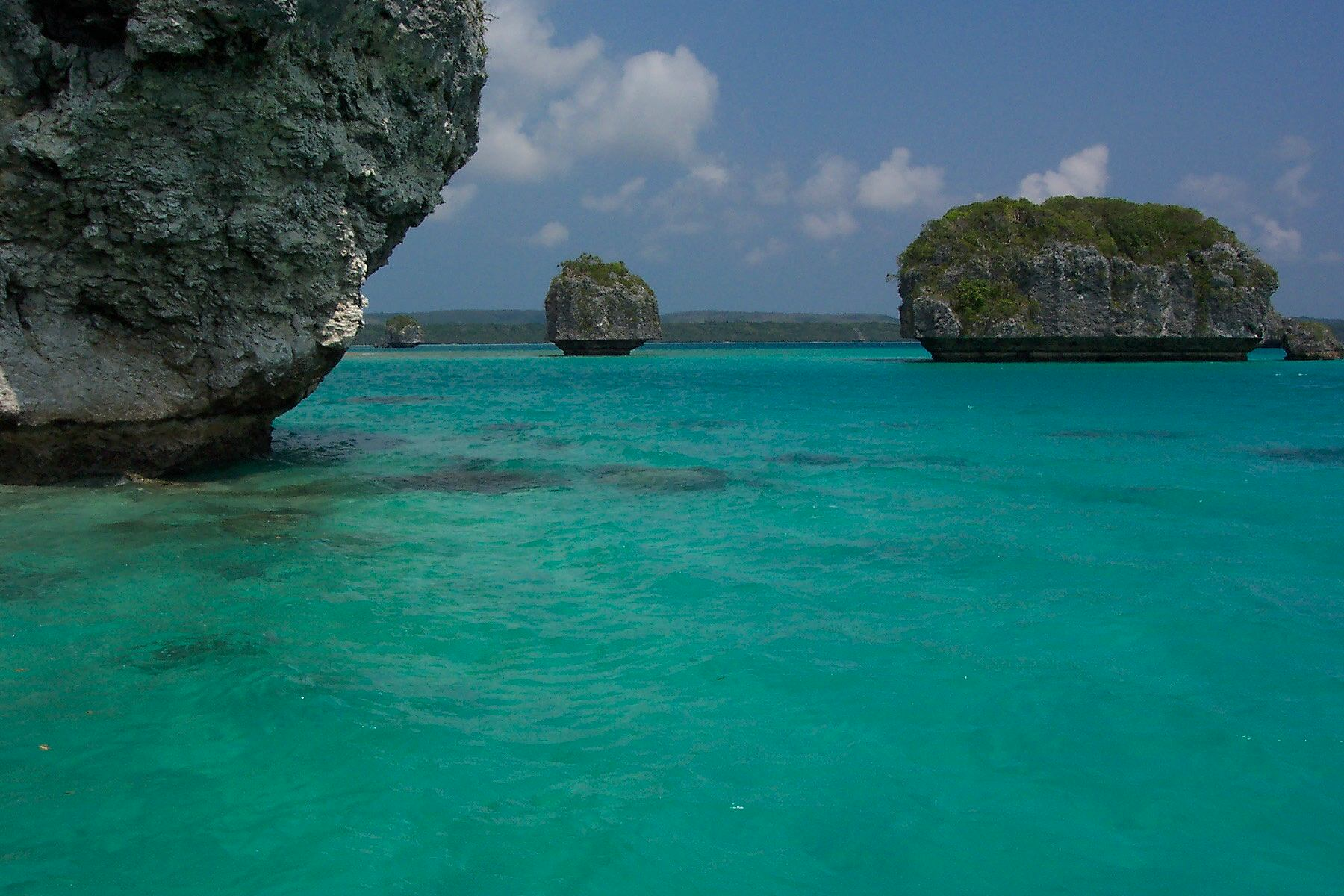
Baie d'Upi à l'Île des Pins.

Monts Gémini (volcans émergés lors des éruptions) :
- Mont Gémini Ouest (-30m)
- Mont Gémini Est (-80m)

#### Province des îles Loyauté

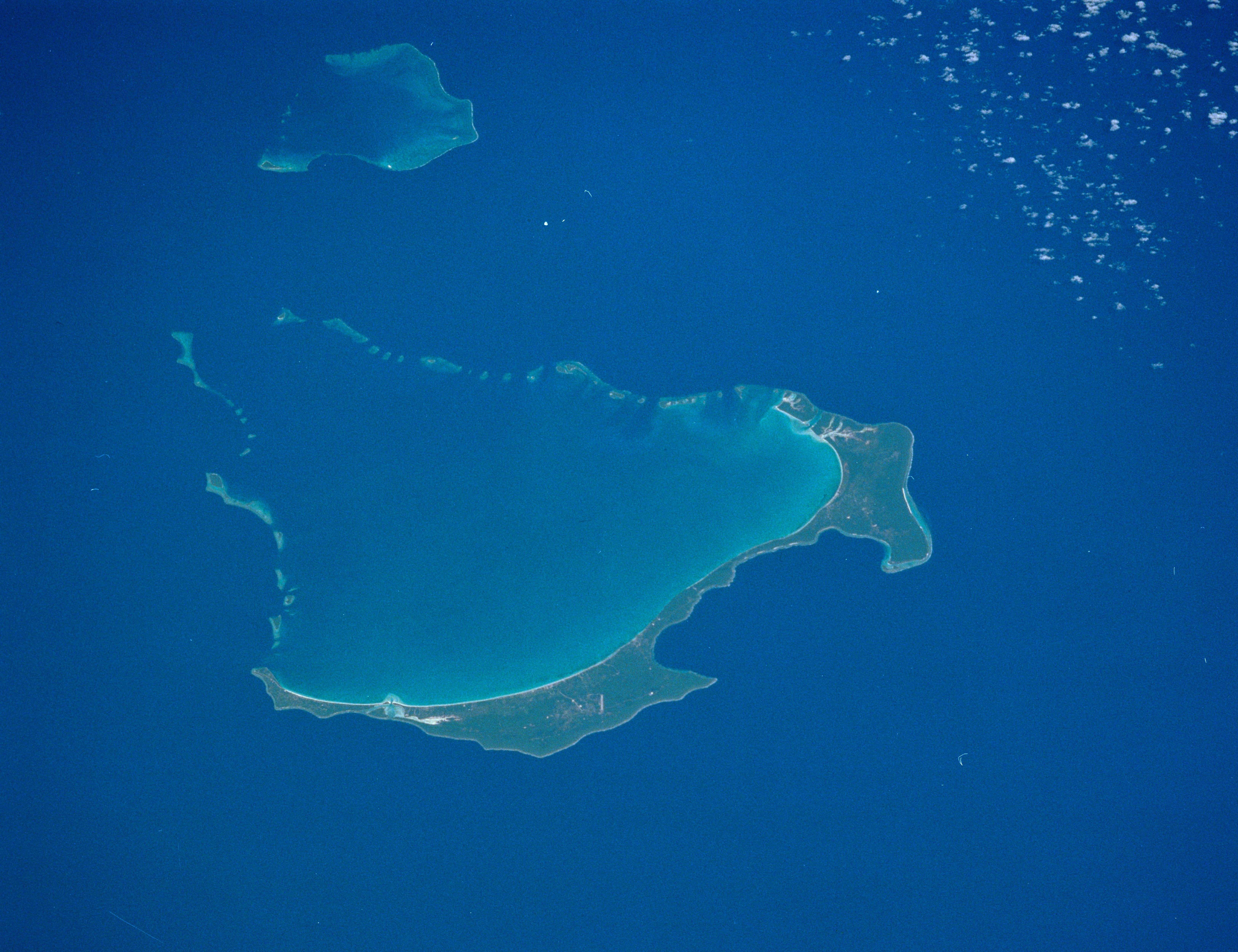
Ouvéa.

Îles de Lifou :
- Récif Jouan
- Lifou
- Tiga
- Île Vauvilliers (ou Nië)
- Île Oua
- Île Léliogat

Îles de Maré :
- Maré
- Île Dudune

Îles d’Ouvéa :
- Île Beautemps-Beaupré (ou Heo)
- Ouvéa
- Unyee
- Pléiades du Nord :
  - Île Anemeec
  - Île Angeu (ou Agnehu)
  - Île Haute (ou Bagao)
  - Hnyeekon Puu
  - Hoo Loom (ou Île Holo)
  - Île Jehuten
  - Les Jumeaux
  - Motu Awa
  - Motu Fatu
  - Motu Niu
  - Motu Veiloa
  - Motu Waaunyi
  - Île de la Table
  - Île de la Tortue
  - Île Waadeu (ou Wadea)
  - Île Wenyook (ou Wegnec)
- Pléiades du Sud :
  - Île Angemeec (ou Anematch)
  - Banya Nord
  - Banya Sud
  - Île Gece
  - Île Gee (ou Gue)
  - Île de Long Island
  - Île Metouaine
  - Île Su (ou Sou)
  - Île Ujeeteetr (ou Dietetch)

#### Îles, atolls et récifs éloignés
En mer de Corail :
- Îles Chesterfield :
  - Îlots Avon
  - Île Bampton
  - Île Renard
  - Caye Skeleton
  - Islets Anchorage
  - Îlots du Mouillage
  - Récifs de Bellone
- Récifs d'Entrecasteaux :
  - Atoll de Huon
    - Île Huon

  - Atoll du Portail
  - Atoll de la Surprise
    - Île Fabre
    - Île Le Leizour
    - Île Surprise

  - Atoll Pelotas
  - Récif Guilbert
  - Récif du Mérite
- autres récifs :
  - Récifs de l’Astrolabe
  - Récif Pétrie
  - Récif Fairway (Banc de Lansdowne)

Îles isolées dans l'océan Pacifique sud :
- Île Walpole
- Île Matthew
- Île Hunter

### Polynésie française
La Polynésie française compte 118 îles, dont 76 habitées, réparties en cinq archipels : l'archipel de la Société (comprenant les îles du Vent et les îles Sous-le-Vent), l'archipel des Australes, l'archipel des Marquises, l'archipel des Tuamotu, et l'archipel du Gambier. 

#### Archipel de la Société
L'archipel de la Société compte 14 îles, parmi lesquelles Tahiti, où se trouve la capitale, Pape'ete, et la plupart de la population de la Polynésie française. L'archipel de la Société comprend les îles du Vent et les îles Sous-le-Vent.

##### Îles du Vent
Les îles du Vent regroupent cinq îles, dont Tahiti, île principale de la Polynésie française.

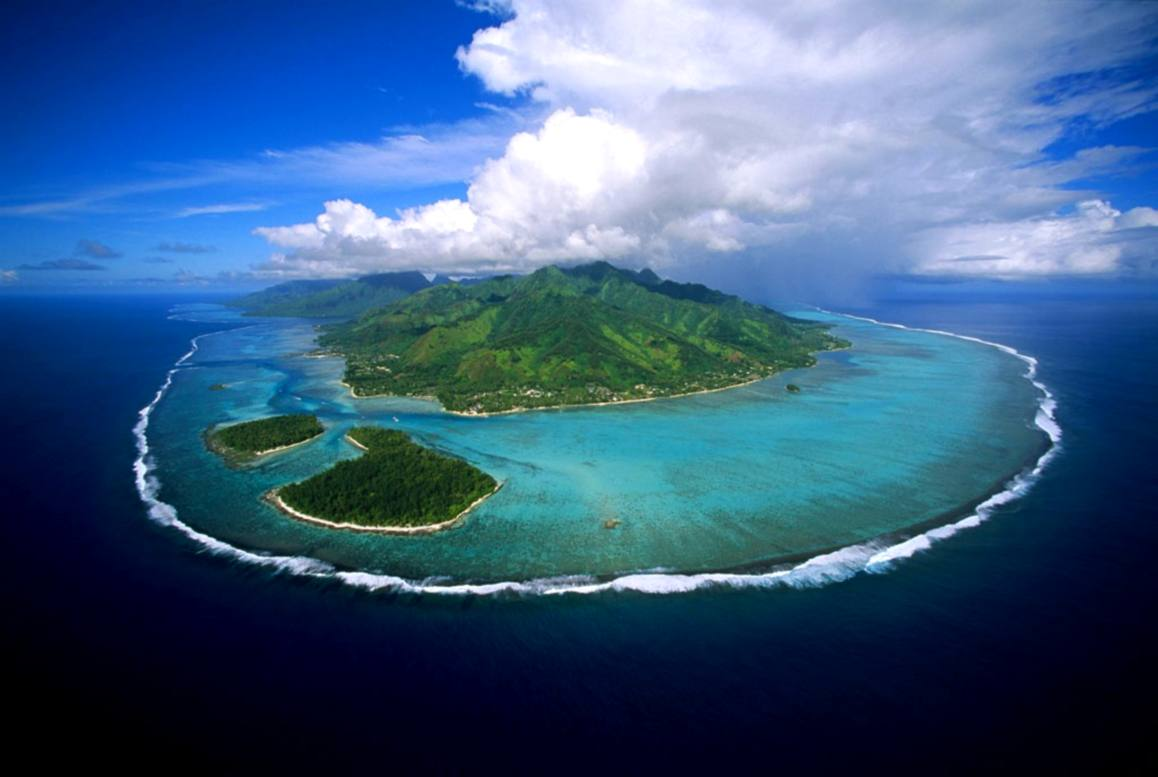
Moorea, à côté de Tahiti.

- Tahiti
- Maiao
- Mehetia
- Moorea
- Tetiaroa

##### Îles Sous-le-Vent
Les îles Sous-le-Vent regroupent neuf îles, à l'ouest des îles du Vent.

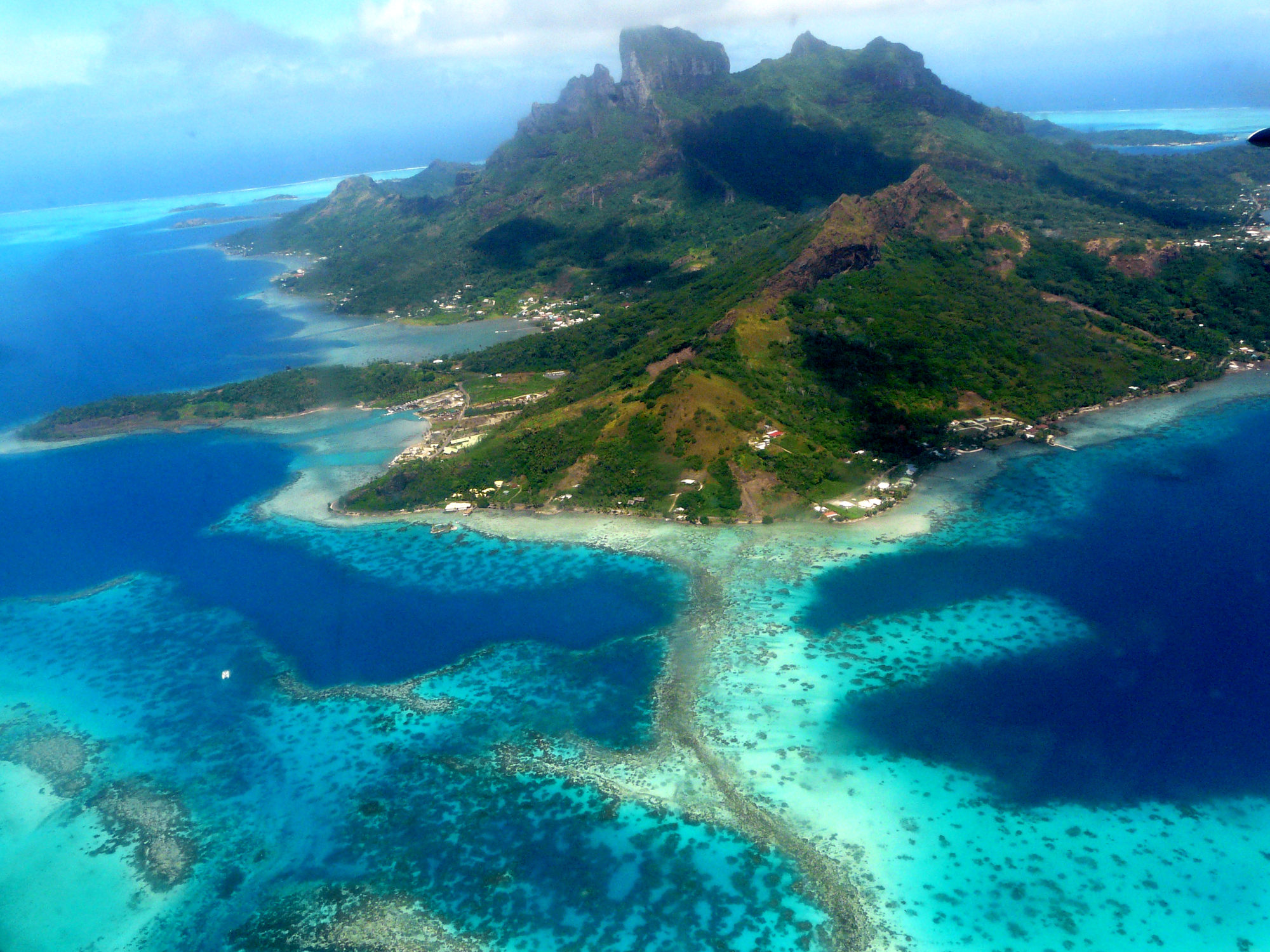
Bora Bora.

- Bora Bora
- Huahine
- Manuae
- Maupihaa
- Maupiti
- Motu One
- Raiatea
- Tahaa
- Tupai

#### Îles Australes
Les îles Australes rassemblent sept îles, dont cinq habitées, quelque 600 à 1 200 km au sud de Tahiti.   
- Marotiri (inhabité)
- Îles Maria (inhabitées)
- Raivavae
- Rapa
- Rimatara
- Rurutu
- Tubuai

#### Îles Marquises
Les îles Marquises réunissent dix îles, dont six habitées, et deux îlots isolés, quelques 1 400 km au nord-est de Tahiti.
Marquises Nord :  
- Eiao (inhabité)
- Hatutu (inhabité)
- Motu One (îlot isolé, inhabité)
- Nuku Hiva
- Ua Huka
- Ua Pou

Marquises Sud :  
- Fatu Hiva
- Fatu Huku (inhabité)
- Hiva Oa
- Moho Tani (inhabité)
- Motu Nao (îlot isolé, inhabité)
- Tahuata

#### Îles Tuamotu-Gambier
La subdivision administrative des Tuamotu-Gambier comprend l'archipel des Tuamotu et celui du Gambier, étendus de quelques centaines de kilomètres au nord de Tahiti jusqu'à 1 600 km à l'est de Tahiti.

##### Îles Tuamotu

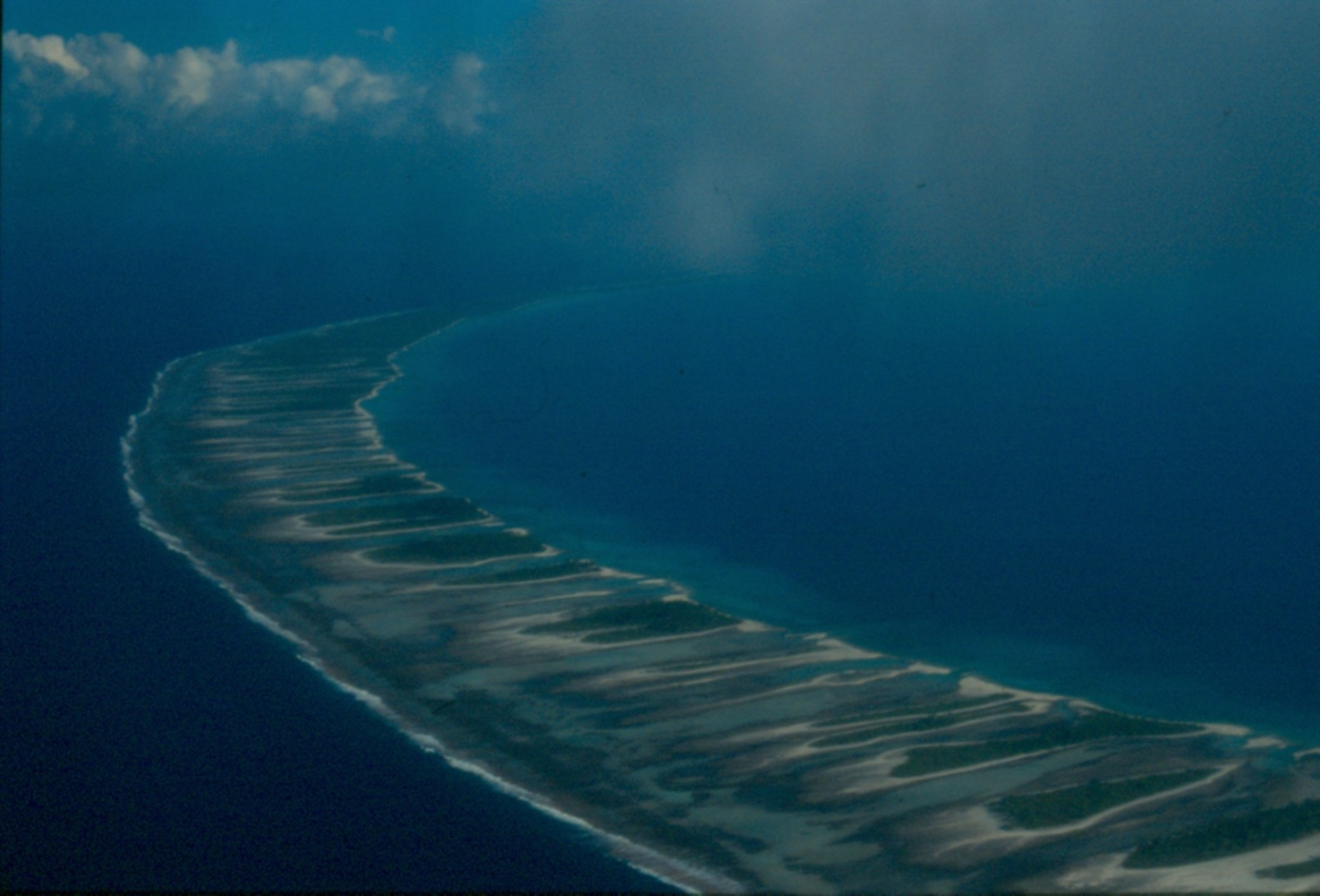
Rangiroa, dans les Îles Palliser.

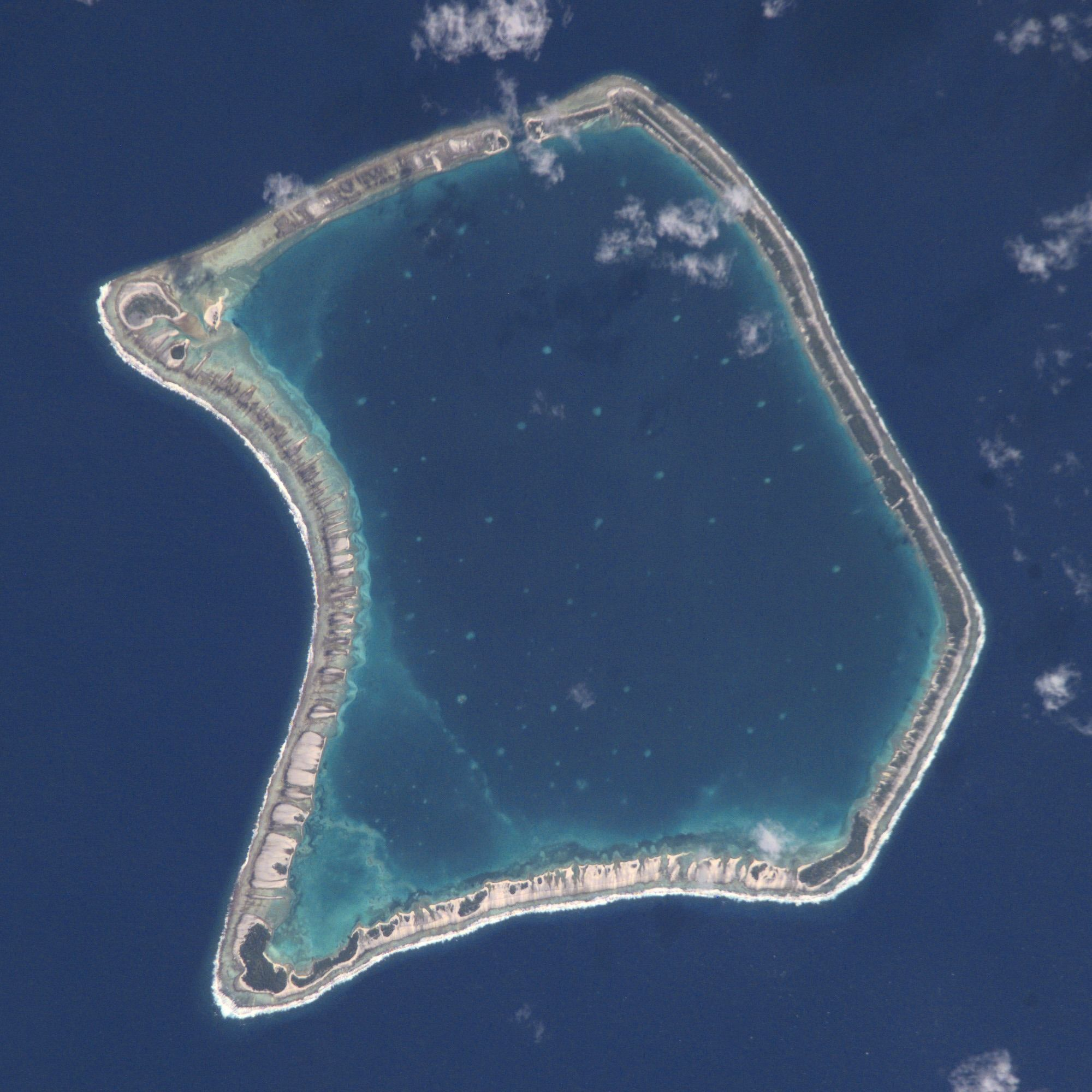
Fangataufa, dans les Tureia.

Les îles Tuamotu sont les plus nombreuses de la Polynésie française, comprenant 76 atolls au nord-est de Tahiti. Sauf Makatea et Tikei, ce sont des atolls dotés de lagons intérieurs. 
Groupes d'atolls de l'archipel des Tuamotu :
- Groupe Actéon :
  - Matureivavao
  - Tenararo
  - Tenarunga
  - Vahanga
- Îles Deux Groupes :
  - Marokau
  - Ravahere
- Îles du Désappointement :
  - Napuka
  - Puka Puka
  - Tepoto Nord
- Îles du Duc de Gloucester :
  - Anuanuraro
  - Anuanurunga
  - Hereheretue
  - Nukutepipi
- Îles Palliser :
  - Apataki
  - Aratika
  - Arutua
  - Fakarava
  - Kaukura
  - Mataiva
  - Rangiroa
  - Makatea (île isolée, atoll surélevé sans lagon intérieur)
  - Tikehau
  - Toau
- Îles Raevski :
  - Hiti, ou Hiti-Mau-Rea
  - Tepoto Sud, ou Ti Poto
  - Tuanake, ou Mata-Rua-Puna
- Îles du Roi Georges :
  - Ahe
  - Manihi
  - Takapoto
  - Takaroa
  - Tikei (île isolée, atoll comblé sans lagon intérieur)

Autres atolls des Tuamotu :
- Ahunui
- Akiaki
- Amanu
- Anaa
- Faaite
- Fakahina
- Fangatau
- Fangataufa
- Hao
- Haraiki
- Hikueru
- Katiu
- Kauehi
- Makemo
- Manuhangi
- Maria
- Marutea Nord
- Marutea Sud
- Morane
- Moruroa
- Motutunga
- Nengo Nengo
- Niau
- Nihiru
- Nukutavake
- Paraoa
- Pinaki
- Pukarua
- Raraka
- Raroia
- Rekareka
- Reao
- Reitoru
- Taenga
- Tahanea
- Taiaro
- Takume
- Tatakoto
- Tauere
- Tekokota
- Tematangi
- Tureia
- Vahitahi
- Vairaatea
- Vanavana

##### Îles Gambier
L'archipel du Gambier regroupe 11 îles, dont 10 réunies dans un atoll principal, et un atoll isolé. 
Îles de l'atoll principal du Gambier:
- Akamaru
- Kouaku
- Makaroa
- Mangareva
- Manui
- Mekiro
- Totegegie
- Taravai
- Tekava
- Tepapuri

Autre atoll du Gambier:
- Temoe

### La Réunion
- Réunion
- Petite Île

### Saint-Barthélémy

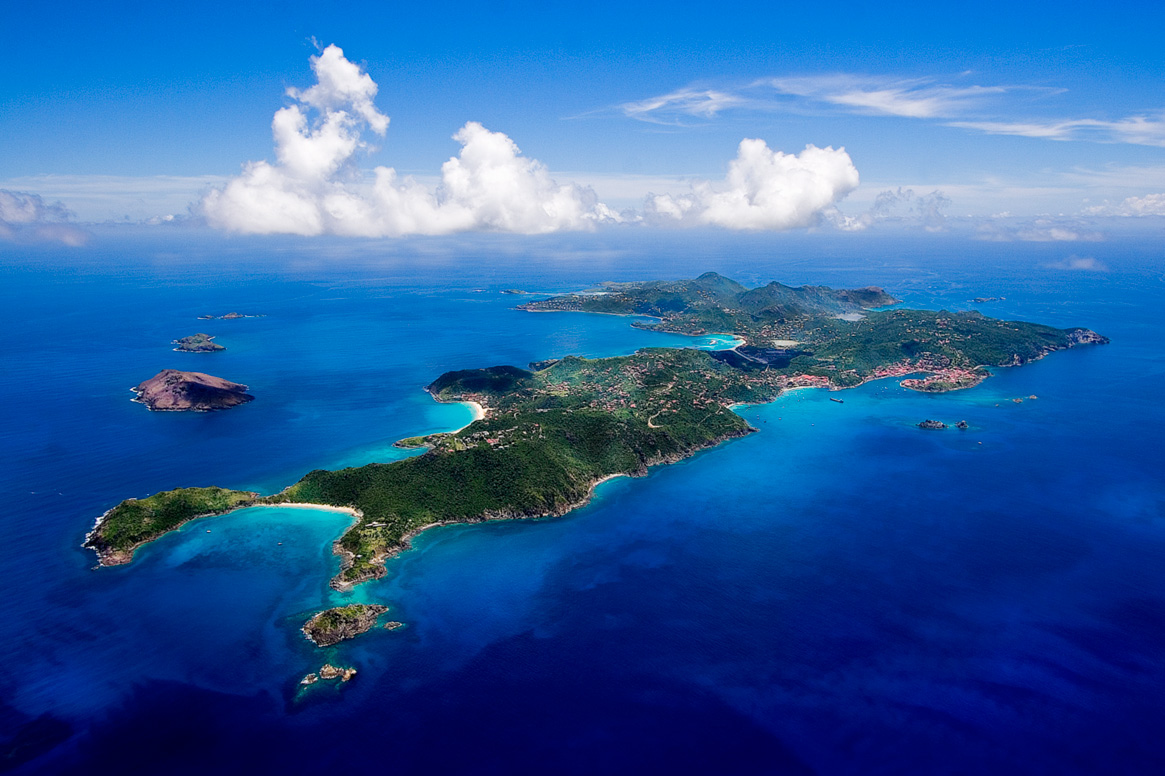
Saint-Barthélémy.

- Saint-Barthélemy
- Île le Boulanger
- Île Chevreau (ou île Bonhomme)
- Île Coco
- Île Fourchue
- Île Frégate
- Pain de Sucre
- Île Pelé
- Île Petit Jean
- Île Toc Vers
- La Tortue (ou l'Ecalle)

### Saint-Martin(collectivité française)
- Île de Saint-Martin (divisée entre France et Pays-Bas)
- Rocher de l'Anse Marcel
- Rocher Créole
- Grand Îlet
- Petite Clef
- Îlet Pinel
- Île Tintamarre
- Caye Verte

### Saint-Pierre-et-Miquelon
- Grand Colombier
- Langlade
- Île aux Marins
- Miquelon
- Île aux Pigeons
- Saint-Pierre
- Île aux Vainqueurs
- Île Verte (souveraineté incertaine entre France et Canada)

### Terres australes et antarctiques françaises(TAAF)

Les Terres australes et antarctiques françaises (TAAF).

#### Îles Saint-Paul et Amsterdam
- Île Amsterdam ou Nouvelle-Amsterdam (île isolée)
- Îles Saint-Paul :
  - Île Saint-Paul
  - La Quille
  - Rocher du Milieu
  - Îlot Nord

#### Archipel Crozet

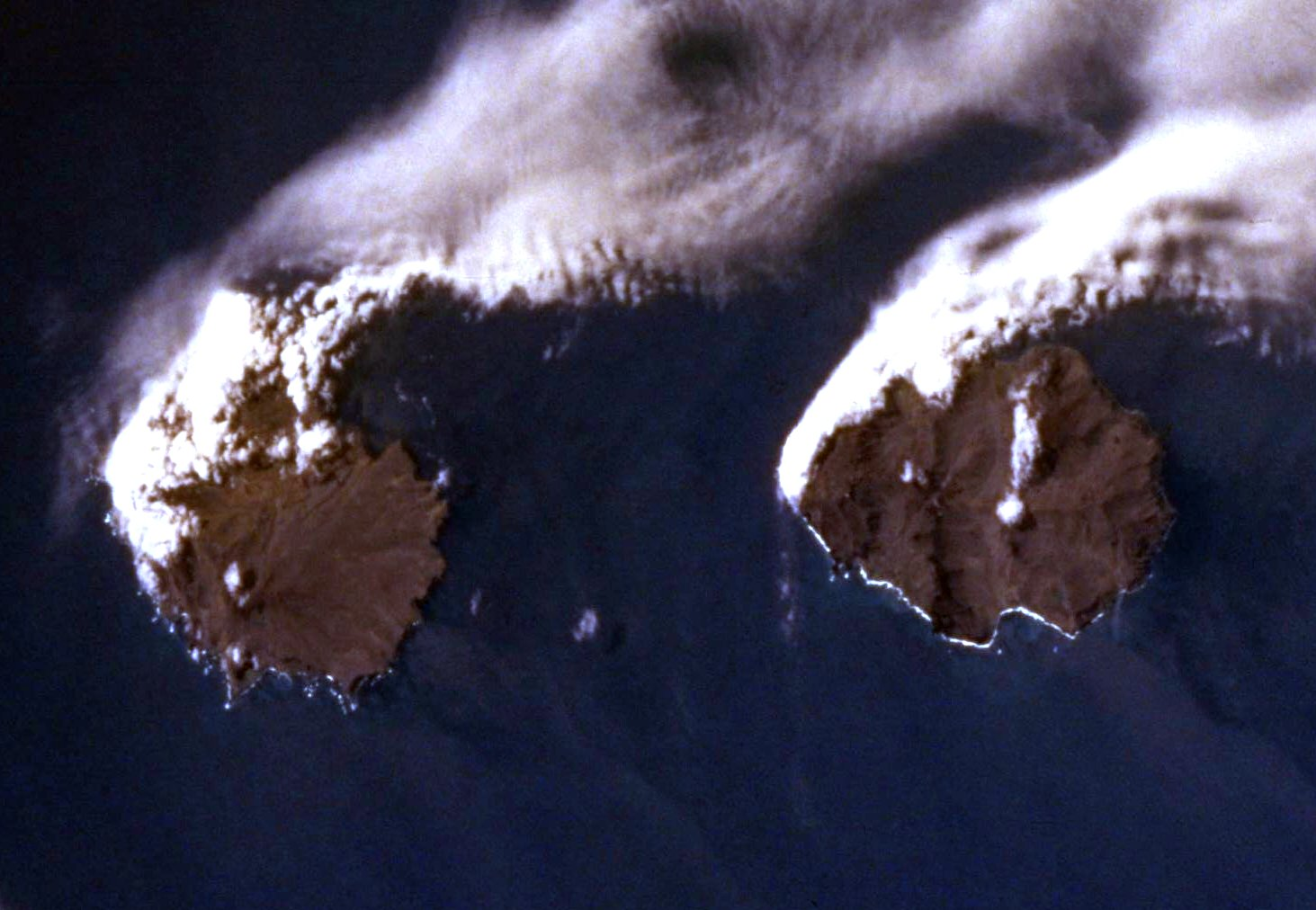
L'Archipel Crozet.

Îlots des Apôtres (partie du groupe occidental) :
- Grande Île
- Petite Île
- La Grande Aiguille
- La Petite Aiguille
- Le Caillou
- Le Clown
- Le Donjon
- L'Enclume
- Rocher Fendu
- Le Hangar
- Les Jumeaux
- Rocher Nord
- L'Obélisque
- Rocher Percé
- La Sentinelle Perdue
- Les Sentinelles du Diable
- Rocher Sud
- Le Torpilleur

Autres îles du groupe occidental :
- Île aux Cochons
- Île des Pingouins
- Rocher de l'Arche

Îles du groupe oriental :
- Île de l'Est
- Île de la Possession

#### Îles Kerguelen
- Grande Terre

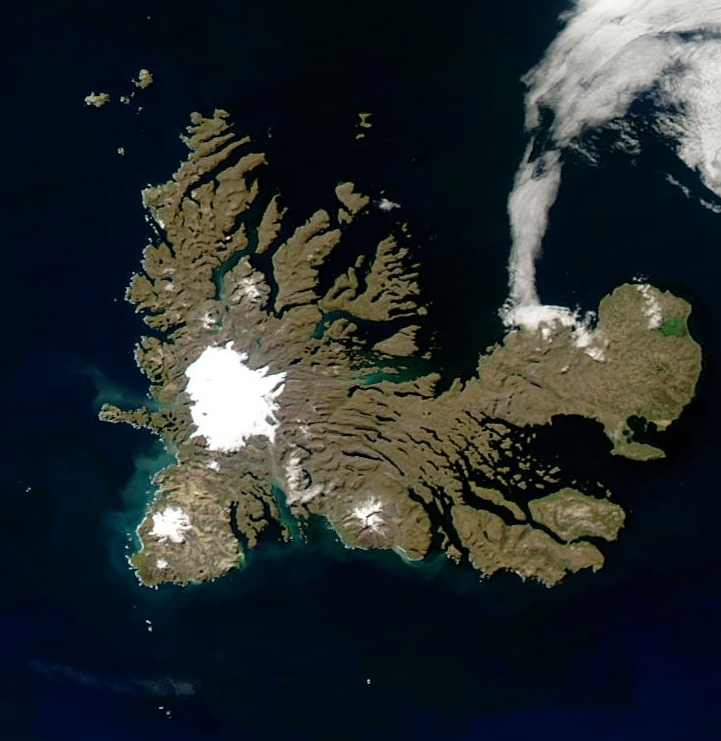
Les Îles Kerguelen.

- Îles Leygues (également appelées Îles Swains) :
  - Île de Castries
  - Île Dauphine
- Îles Nuageuses :
  - Île de Croÿ
  - Île Roland
  - Îles Ternay
- Îles isolées du sud et de l'ouest
  - Îles de Boynes
  - Île Clugny
  - Îles de la Fortune
  - Île Ronde
  - Roches du Salamanca

Autres îles des baies de Grande Terre :
- Île Altazin
- Île de l'Antarès
- Île Australia
- Île Bellouard
- Île Bethell
- Île Blakeney
- Île Bryer
- Îlot Channer
- Île du Chat
- Île du Château
- Île du Cimetière
- Île aux Cochons
- Îlots Davis
- Île Foch
- Île Gaby
- Île Haute
- Île Heugh
- Île Hoskyn
- Île Hould
- Île Howe
- Île Hull
- Île Inskip
- Île Léon Lefèvre
- Île Longue
- Île Mac Murdo
- Île Maroon
- Île Mayes
- Île aux Moules
- Île Murray
- Île de l'Ouest
- Île Pender
- Île Penn
- Île du Port
- Îles du Prince-de-Monaco
- Île du Roland
- Île Saint-Lanne Gramont
- Île Sibbald
- Île aux Skuas
- Île Suhm
- Île Verte
- Île Violette

#### Îles Éparses
(souveraineté contestée par Madagascar)
- Bassas da India
- Île Europa
- Îles Glorieuses :
  - Île Grande Glorieuse
  - Île du Lys (ou île Petite Glorieuse)
  - Les Roches Vertes
- Banc du Geysir (annexé par Madagascar en 1976 et contesté par les Comores)
- Île Juan de Nova
- Île Tromelin (souveraineté contestée par Maurice)

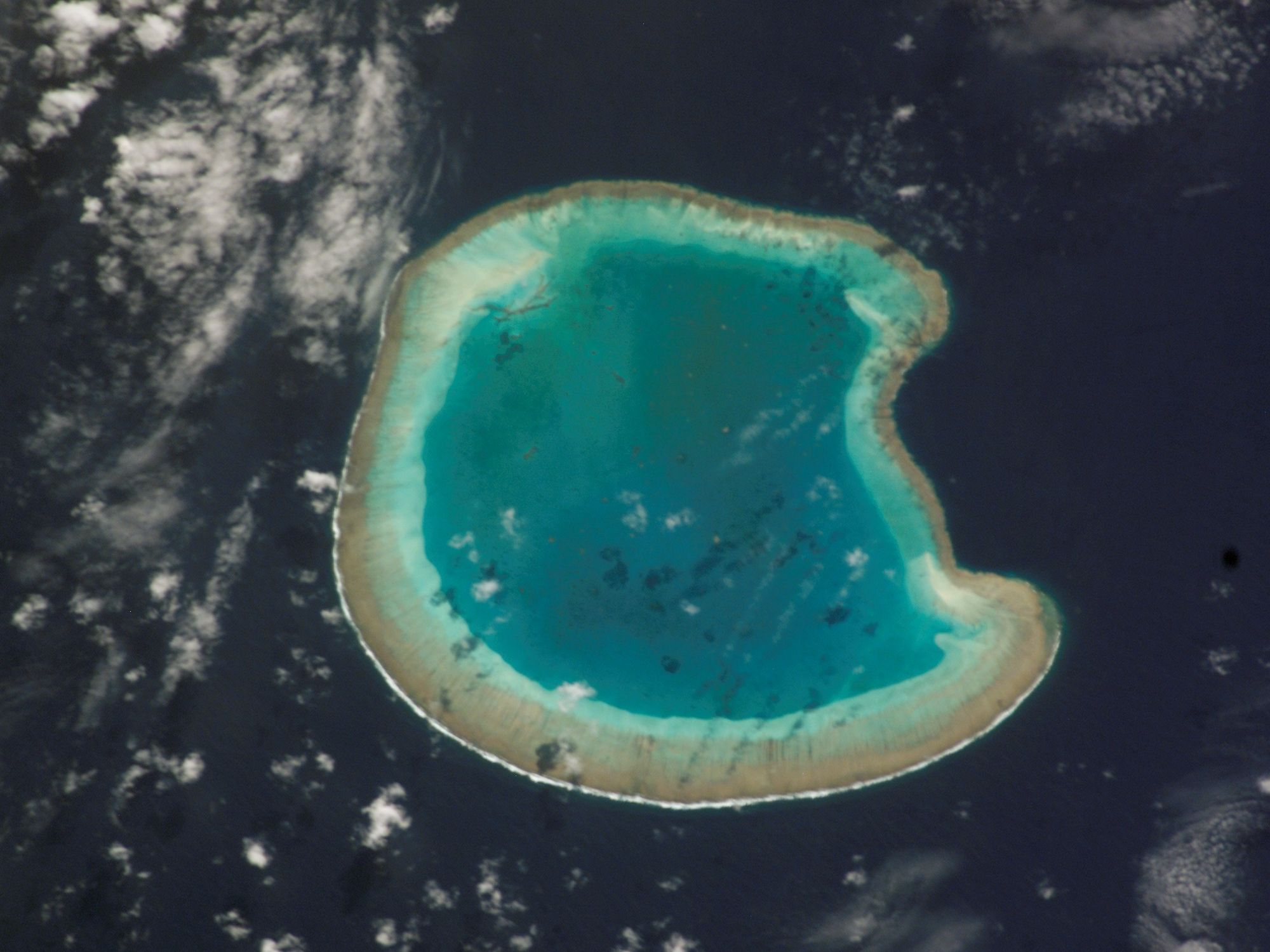
Bassas da India vue de satellite.
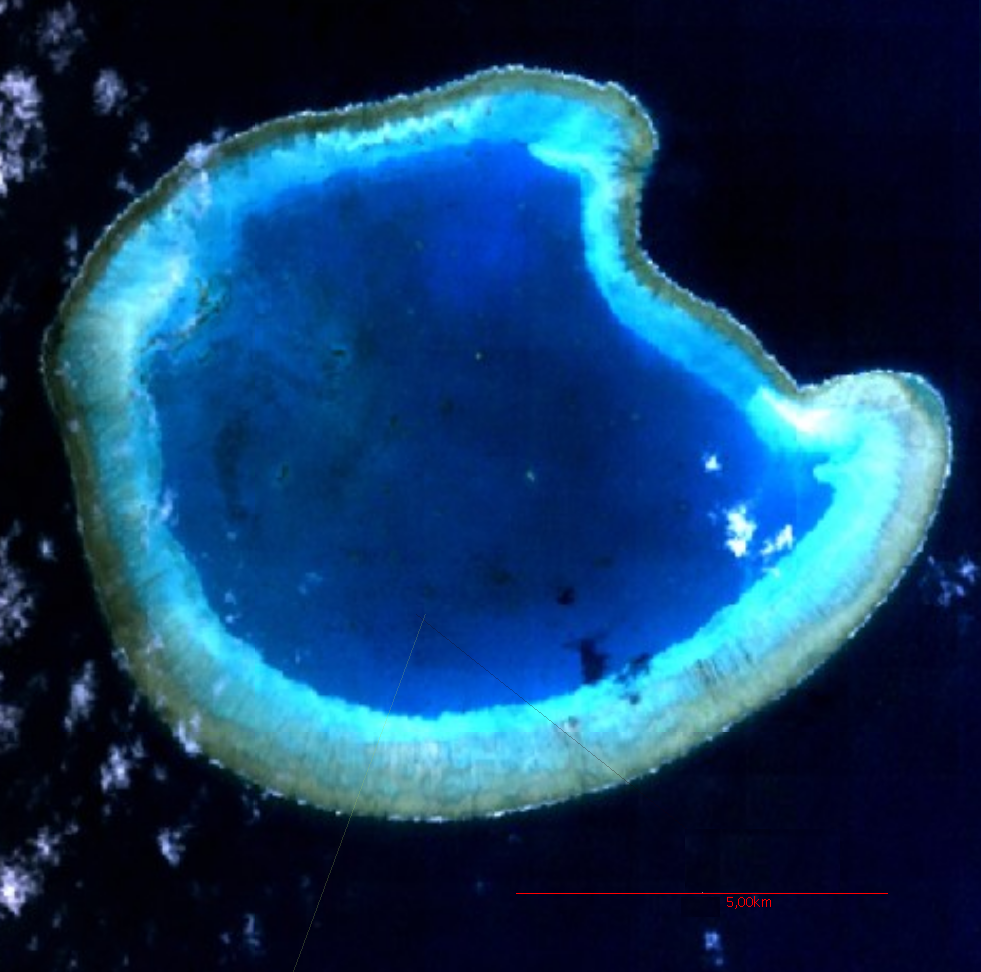
Bassas da India
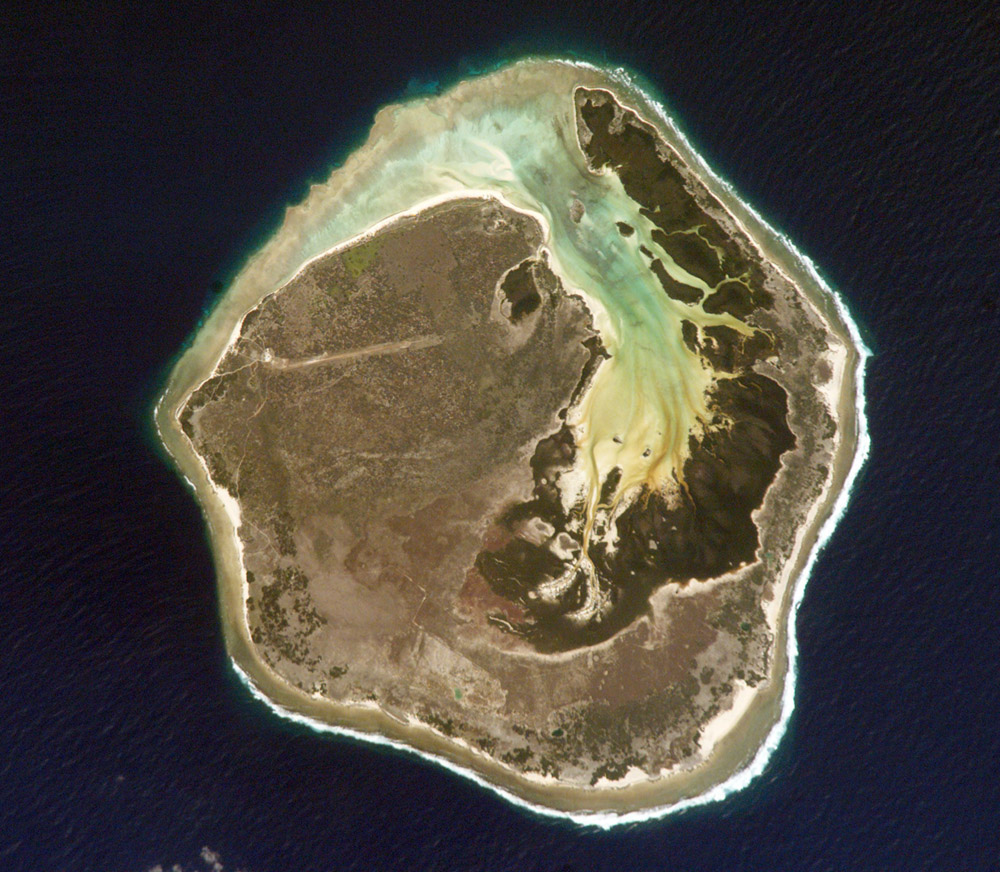
Europa
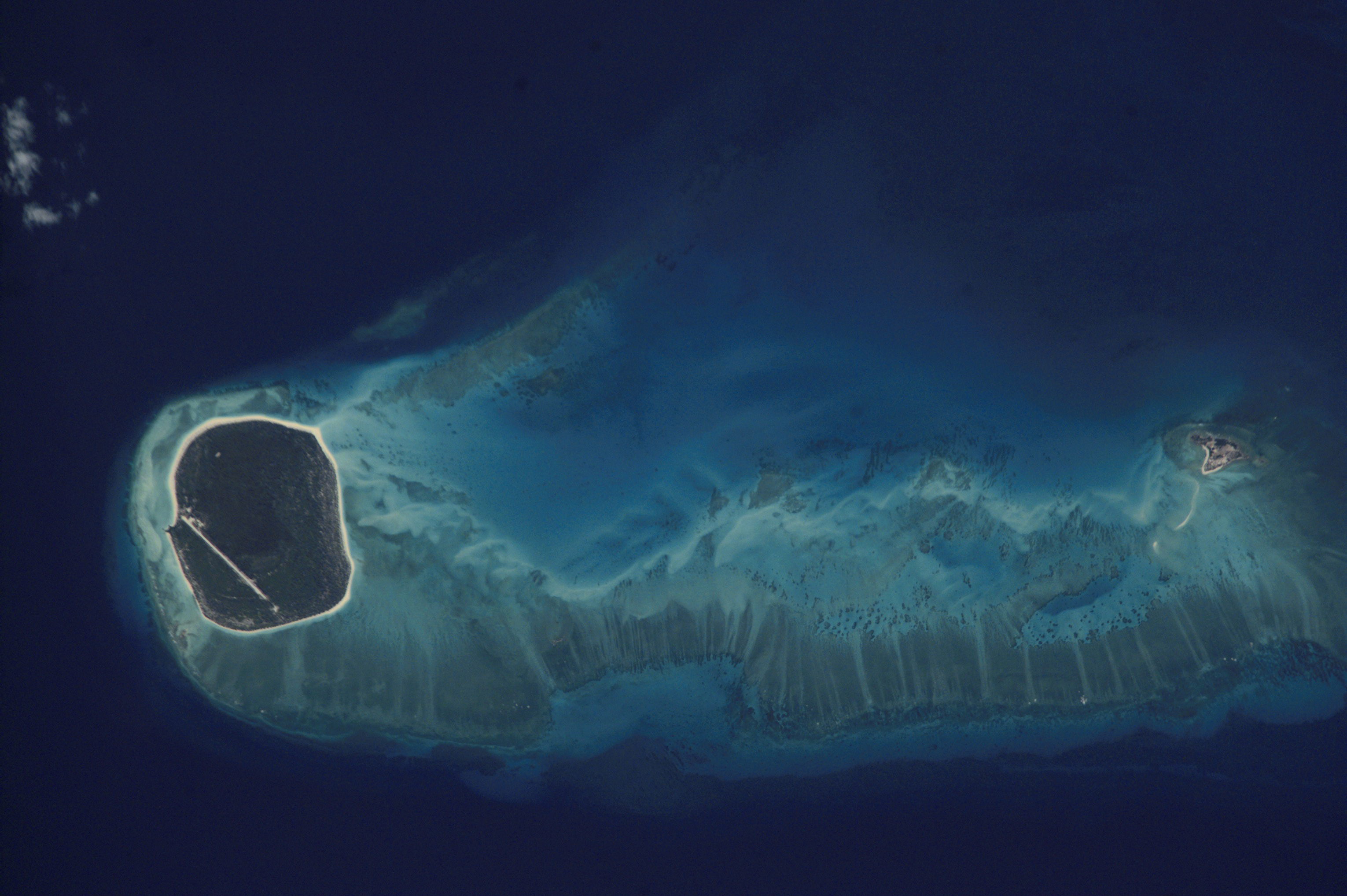
Glorieuses
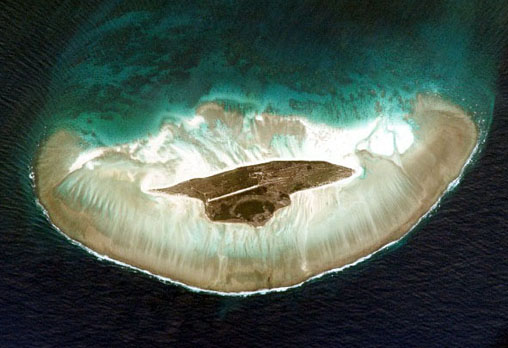
Juan de Nova
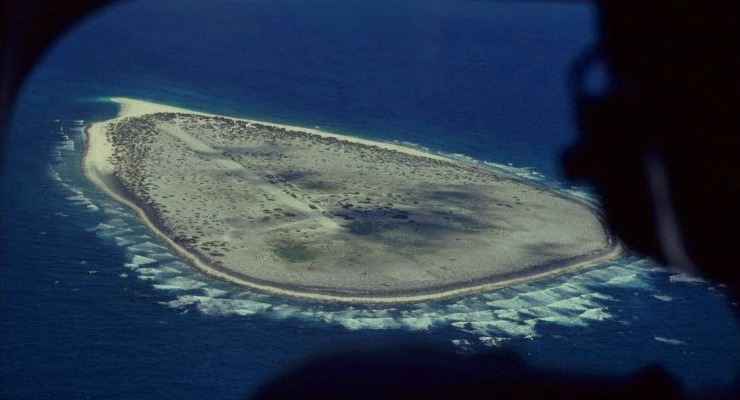
Tromelin

#### Terre Adélie
Archipel de Pointe Géologie :
- Île Alexis-Carrel
- Îlot de la Balance
- Îlot de la Baleine
- Île du Bélier
- Île Buffon
- Îlot du Cancer
- Île du Capricorne
- Île aux Champignons
- Île Claude-Bernard
- Île Curie
- Îlot de la Dent
- Île du Gouverneur
- Rocher Gris
- Îlot des Hydrographes
- Île Jean-Rostand
- Île Juliette
- Île Lamarck
- Île du Lion
- Îlot du Marégraphe
- Le Mauguen
- Mid-Winter
- Îlot du Mystère
- Île du Navigateur
- Île des Pétrels
- Îles des Poissons
- Îlot Roméo
- Île du Sagittaire
- Île du Scorpion
- Îlot de la Selle
- Île du Taureau
- Îlot du Verseau
- Île de la Vierge

### Wallis-et-Futuna

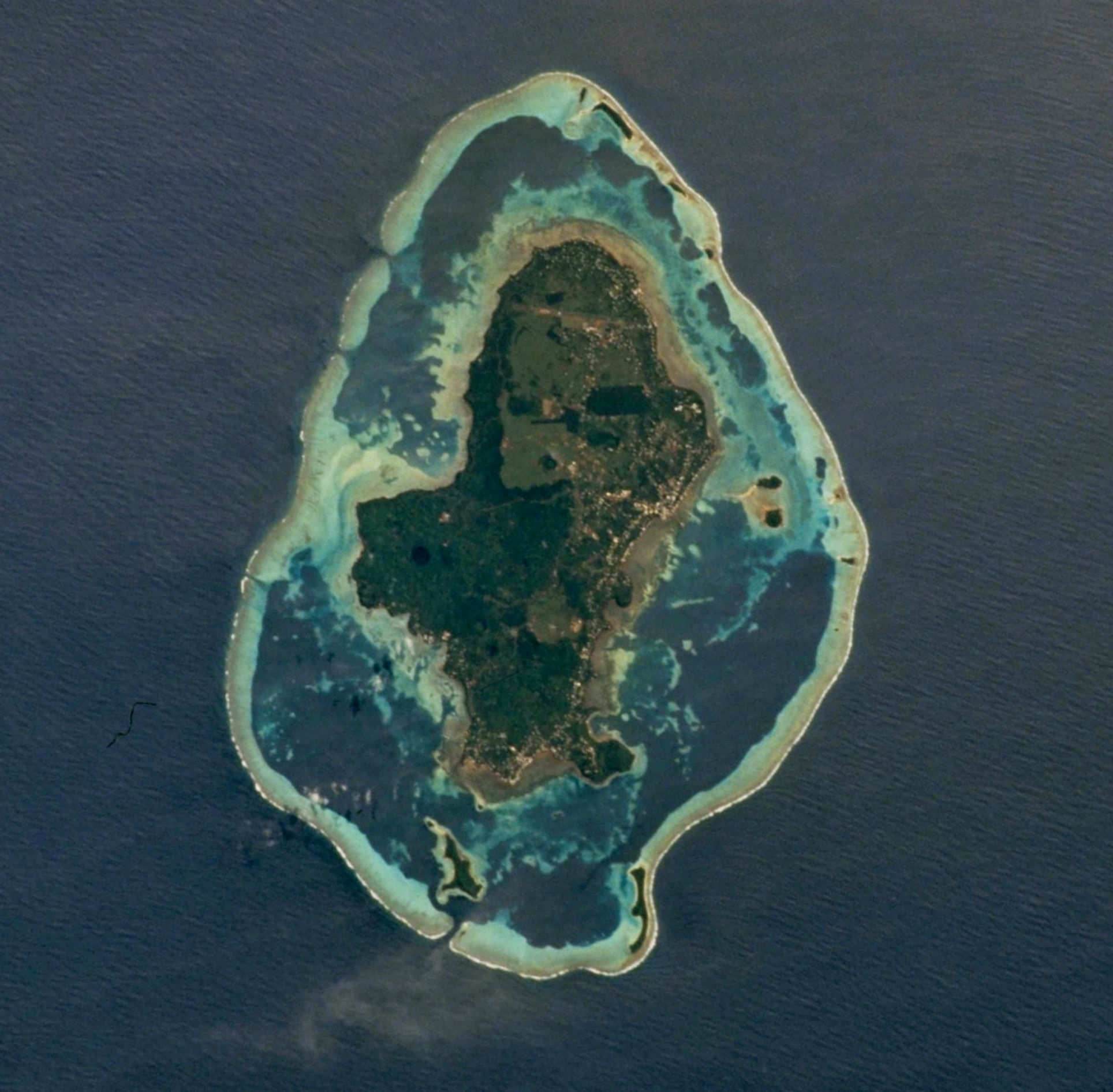
L'île de Wallis et des îlots de son lagon.

Îles Horn :
- Alofi
- Futuna

Îles Wallis :
- îlot Saint Christophe
- Faioa
- Fenuafo'ou
- Fugalei
- Luaniva
- Nukuatea
- Nukufotu
- Nukuhifala
- Nukuloa
- Nukuhione
- Nukutapu
- Nukuteatea
- Tekaviki
- Wallis

### Autres territoires

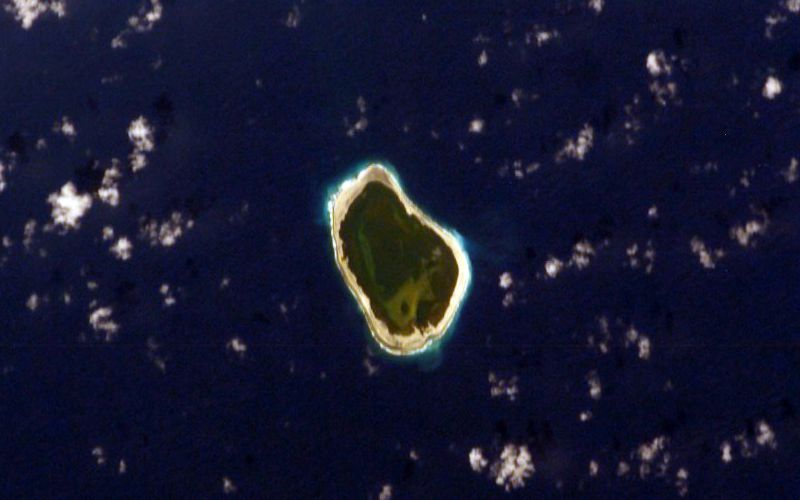
L'Île de Clipperton, une des plus isolées de tout le territoire français.

- Île de Clipperton (la souveraineté française n'est plus contestée par le Mexique, malgré la pression de certains petits groupes nationalistes)

## Îles fluviales

### Sur l'Adour
- Île de Bérens (ou Bérenx)
- Île de Broc
- Île de Lahonce
- Île de Mirepech
- Île Sablot

### Sur l'Ain
- Île Chambod-Merpuis

### Sur l'Approuague(Guyane)
- Île Corossony
- Île Mantouni
- Île Aïpoto
- Île aux Sept Chapelets
- Île Catalin
- Îlet Vendome

### Sur l'Aulne(Finistère)
- Île de Térénez

### Sur leBès(Cantal)
- Île de Chante-Dur
- Île du Château

### Sur laBidassoa(Pyrénées-Atlantiques)
- île des Faisans ou île de la Conférence (condominium franco-espagnol)

### Sur leBlavet(Morbihan)
- Île des Récollets

### Sur laCharente
- Île du 14 juillet
- Île des Anguillards
- Île Bertrand
- Île Biroux
- Île des Bots
- Île de Bourgines
- Le Bout au Loup
- Île de Bugerot
- Île Carrée
- Île de Cartéron
- Les Chambons
- Île des Charreauds
- Le Château
- Île de Coulonges
- Île David
- Île Doche
- Île Domange
- La Fêtouse
- Îles de Fleurac
- Île Foin
- Île de la Française
- Île de la Fuie
- Île Gaschet
- Île de Gémond
- Le Grand Guin
- Île de la Grenouillette
- Île des Groles
- Le Gué Bonnin
- Île de la Liège
- Île du Maine
- Îles de Malvy
- Île Marlive
- Île Marquet
- Île Marteau
- Île Mattard
- Île Morand
- Île de la Motte
- Île de Moutonneau
- Île Muguet
- Île du Moulin
- Le Moulin de Perigné
- Île Orbe
- Île de la Palu
- Le Pérat
- La Pinote
- Le Plat (île)
- Pré Noie
- Île de la Reine
- Île Saint-Cybardeaux
- Île Saint-Genis
- Île de Servol
- Île aux Vaches
- Île Vigier
- Île du Vivier
- Île Vouillac

### Sur laDordogne
- Île d'Ambès
- Île de Barrié
- Île de la Borgne
- Île de Calypso
- Île de Croûte
- Île des Escouanes

### Sur leDoubs
- Île des Grands Bouez
- Île de Malpas
- Île Saint-Paul
- Île Saint-Pierre

### Sur laGaronne
- Île d'Arcins
- Île de la Lande
- Île du Nord
- Île du Ramier (Banlève, Empalot et Grand Ramier)

### Sur laGironde
- Vasard de Beychevelle
- Île Bouchaud
- Île Cazeau
- Île de Macau
- Île Margaux
- Île du Nord
- Île Nouvelle
- Île Paté
- Île de Patiras
- Île Philippe
- Banc de Saint-Estèphe
- Île Verte

### Sur l'Ill
- Grande Île de Strasbourg (Unesco)

### Sur laLoire
En Indre-et-Loire :
- Île Aucard
- Île aux Bœufs
- Île des Buteaux
- Île aux Hoplias
- Île de Saint-Cosme
- Île Saint-Jean
- Île Simon
- Île aux Vaches

En Loire-Atlantique :
- Île d'Arrouix
- Île Batailleuse
- Île Bernardeau-Boire-Rousse
- Île Briand
- Île de la Chesnaie
- Île Clémentine
- Île Coton
- Île Delage
- Île Dorelle
- Île Forget
- Île Héron
- Île Kerguelen
- Île Massereau
- Île Meslet
- Île aux Moines
- Île de Monty
- Île Mocquart
- Île de la Motte
- Île de Nantes
- Île Neuve
- Île Neuve-Macrière
- Île Perdue
- Île Pinette
- Île Ripoche
- Île Saint-Nicolas

Dans le Loiret :
- Île d'Ousson

En Maine-et-Loire :
- Île Batailleuse
- Île de Béhuard
- Belle-Île
- Île de Blaison
- Île de Chalonnes
- Île aux Chevaux
- Île Coton
- Île Dorelle
- Île de Gennes
- Île du Grand-Buisson
- Île Macrière
- Île Meslet
- Île Mézangeon
- Île Offard
- Île de Parnay
- Île de Souzay
- Île Touchais

Dans la Nièvre :
- Île du Faubourg de Loire

### Sur laMarne
En Seine-et-Marne :
- Île Ancre
- Belle Île
- Île aux Bœufs
- Île de la Chappe
- Île de la Cornaille
- Île de la Fosse Tournille
- Île Françon
- Grande Îlette
- Île Henriet
- Île du Moulin de Notre-Dame
- la Petite Île
- l'Île-Saint-Denis
- Île aux Vaches
- Île de Vaires

En Seine-Saint-Denis :
- Haute Île

Dans le Val-de-Marne :
- Île de l'Abreuvoir
- Île d'Amour
- Île d'Amour
- Île de Brétigny
- Île Brise-Pain
- Île de Casenave
- Île de Champigny
- Île de Charentonneau
- Île des Corbeaux
- Île des Cormorans
- Île Fanac
- Île des Gords
- Île de la Gruyère
- Île de l'Hospice
- Île des Loups
- Île du Martin Pêcheur
- Île Martinet
- Île du Moulin bateau
- Île Pissevinaigre
- Île des Ravageurs
- Île Rouge
- Île Sainte-Catherine
- Île des Saints Pères
- Île des Vignerons

Dans l'Aisne :
- l'île (Château-Thierry)

Dans la Marne :
- île Javiot
- île de la Tête à l'âne
- île de la Vanne

### Sur leMaroni(Guyane)
- Île Portal
- Île de la Quarantaine
- Île aux Lépreux
- Île Bastien

### Sur laMayenneFR
- Les Roches
- Île de Sainte-Apollonie

### Sur laMeuse
- Le Châtipré
- Les Gros Prés
- Les Pâtureaux

### Sur laMoselle
- île de Ruaménil (Épinal - quartier rive gauche)
- Île Chambière
- Île aux Papillons
- Île Saint-Symphorien
- Île du Petit Saulcy
- Île du Saulcy

### Sur l'Oise
Dans le Val-d'Oise :
- Île des Aubins
- Île de Champagne
- Île de la Cohue
- Île de la Dérivation
- Île de la Dérivation
- Île de Pothuis
- Île du Prieuré
- Île Saint-Martin
- Île de Vaux

Dans l'Oise :
- Île de Boran-sur-Oise
- Île Saint-Maurice
- Île des Meules
- Île de Longueil-Sainte-Marie
- Île des Rats
- Île des Bains

### Sur l'Oust(Morbihan)
- Île Notre-Dame

### Sur l'Oyapock(Guyane)
- Îlet Ouayeouarou
- Île Perroquet
- Îlet Biche
- Îlet Galion
- Îlets Ramier
- Îlet Mathieu
- Îlet Guinguincoin
- Îlet Barbade
- Îlet Marécage
- Îlet Koumouri
- Îlet Waniaou
- Îlet Gros Indien
- Îlet Jean-Pierre

### Sur larivière d'Étel(Morbihan)
- Nichtarguér

### Sur larivière des Marsouins(Réunion)
- Îlet Coco

### Sur leRhin
- Île aux Épis
- Île du Rohrschollen
- Île de Gerstheim
- Île de Rhinau
- Île d'Artzenheim-Marckolsheim
- Île du Rhin

### Sur leRhône
- Île de la Barthelasse (Villeneuve-lès-Avignon) [1]
- Île du Beurre
- Île de la Platière
- Île du Grand Brotteau[1]
- Île de la Camargue[1]
- Île des Canards (Fourques) [1]
- Île de Carlamejan (Aramon) [1]
- Île de Cazeaux (Aramon) [1]
- Île de la Chèvre (Condrieu)
- Île de la Chèvre (Vernaison)
- Ilon de Codolet (Codolet) [1]
- Île du Colombier (Piolenc)
- Île du Comte (Beaucaire) [1]
- Îles du Couriol
- Île de Miémar (Roquemaure) [1]
- Île de Miribel Jonage
- Île de la Motte (Villeneuve-lès-Avignon) [1]
- Île d'Oiselay (Sorgues)
- Île de la Pape
- Île des Papes
- Île de la Piboulette (Caderousse)
- Île des Pilotes
- Île de Printegarde (La Voulte-sur-Rhône)
- île des Rats (Chusclan) [1]
- Île de La Roche-de-Glun
- île des Sables (Fourques) [1]
- Île de la Serre
- Île de la Table Ronde
- île de Tamagnon (Aramon) [1]
- Île de Vallabrègues (Vallabrègues) [1]
- Île Vanel (Vallabrègues) [1]

### Sur laSaône
- Île Barbe
- Île Beyne
- Îles de la Benne-la-Faux
- Île de Brouard
- Île du Château
- Île Damprun
- Île de Montmerle
- Île du Moulin
- Île Palme
- Île de la Pradelle
- Île du Rontant
- Île du Roquet
- Île Roy
- Île Saint-Laurent

### Sur laSarthe
- Île Saint-Aubin

### Sur laScarpe(Nord)
- Île d'Anchin

### Sur laSeine
Dans l'Aube :
- Île Olive

Dans l'Essonne :
- Île aux Paveurs
- (Ilot non nommé)

Dans l'Eure :
- Île aux Bœufs
- Île du Bac
- Île du Talus
- Île Saint-Jean

- Grande Île

À Paris :
- Île de la Cité
- Île aux Cygnes
- Îlot de la Gourdaine
- Île Saint-Louis

Dans les Hauts-de-Seine :
- Île de la Jatte
- Île de Puteaux
- Île Saint-Germain
- Île Seguin

En Seine-et-Marne :
- Île aux Barbiers
- Île du Berceau
- Île Saint-Étienne

En Seine-Maritime :
- Île Lacroix

En Seine-Saint-Denis :
- Île Saint-Denis

Dans le Val-d'Oise :
- Île d'Herblay
- Île Motteau

Dans les Yvelines :
- Île l'Aumône
- Île Belle
- Îlot Blanc
- Île de la Borde
- Île de Bouche
- Île de la Chaussée
- Île de la Commune
- Île de Conflans
- Île Corbière
- Île aux Dames
- Île de la Dérivation
- Île fleurie
- Île de la Flotte
- Île du Fort
- Grande Île
- Île des Genouchets
- Île de Guernes
- Île de la Guidonne
- Île de Haute Isle
- Île d'Hernière
- Île d'Herville
- Île des Impressionnistes
- Île de Juziers
- Île de Limay
- Île de la Loge
- Île de Mézy
- Île de Migneaux
- Île Nancy
- Île de Platais
- Île de Rangiport
- Île de Rosny
- Île Saint-Louis
- Île de Saint-Martin-la-Garenne
- Île de Vaux
- Île de Villennes

Autres :
- Île Potel

### Sur laVienne
En Haute-Vienne :
- Île du Burgt
- Île aux Oiseaux
- Île de Chaillac

En Charente :
- Île Sainte-Madeleine

Dans la Vienne :
- Isle-Fort
- Île des Dessous
- Île Cognet
- Île Sainte-Catherine

En Indre-et-Loire :
- L'Île-Bouchard
- Île de Tours
- Île à Seguin
- Île du Petit-Thouars
- Île Boiret

### Sur l'Yerres
Dans l'Essonne :
- Île de Brunoy
- Île Panchout
- Île des Prévots

## Îles lacustres

### Auvergne-Rhône-Alpes
- Lac d'Annecy :
  - Île des Cygnes

### Grand Est
- Lac du Der-Chantecoq :
  - Île de Chantecoq (environ 42 hectares)

### Île-de-France
- Lac du Parc des Buttes-Chaumont :
  - Île du Belvédère

- Îles du lac Daumesnil :
  - Île de Bercy
  - Île de Reuilly

- Îles du lac des Minimes :
  - Île Nord
  - Île de la Porte jaune
  - Île Sud

- Îles du lac d'Enghien :
  - Île des Cygnes
  - Île de la Princesse

- Autres :
  - Île des Ibis (Le Vésinet)

### Nouvelle-Aquitaine
- Lac Marin de Port-d'Albret :
  - Île du Port-d'Albret

- Îles du lac de Vassivière :
  - Île de Vassivière
  - Île de Vauveix

### Occitanie
- Étang de l'Ayrolle :
  - Île Saint-Martin

- Îles de l'étang de Bages et de Sigean :
  - Île de l'Aute
  - Île de Planasse
  - Île Sainte-Lucie

### Provence-Alpes-Côte d'Azur
- Lac de Sainte-Croix :
  - Île de Costebelle

- Lac de Serre-Ponçon :
  - Îlot Saint-Michel

## Par superficie
Ce tableau regroupe les îles françaises de plus de 10 km2, classées par superficie décroissante.
| #  | Nom                                | Zone             | Superficie (km²) |
| -- | ---------------------------------- | ---------------- | ---------------- |
| 1  | Grande-Terre de Nouvelle-Calédonie | Océan Pacifique  | 16 664           |
| 2  | Corse                              | Mer Méditerranée | 8 680            |
| 3  | Grande Terre                       | Océan Indien     | 6 675            |
| 4  | Réunion                            | Océan Indien     | 2 512            |
| 5  | Lifou                              | Océan Pacifique  | 1 146            |
| 6  | Martinique                         | Mer des Antilles | 1 128            |
| 7  | Tahiti                             | Océan Pacifique  | 1 036            |
| 8  | Basse-Terre                        | Mer des Antilles | 848              |
| 9  | Maré                               | Océan Pacifique  | 657              |
| 10 | Grande-Terre                       | Mer des Antilles | 586              |
| 11 | Nuku Hiva                          | Océan Pacifique  | 386              |
| 12 | Mahoré (Grande-Terre de Mayotte)   | Océan Indien     | 363              |
| 13 | Hiva Oa                            | Océan Pacifique  | 318              |
| 14 | Miquelon                           | Océan Atlantique | 214              |
| 15 | Île Foch                           | Océan Indien     | 206              |
| 16 | Oléron                             | Océan Atlantique | 190              |
| 17 | Raiatea                            | Océan Pacifique  | 173              |
| 18 | Marie-Galante                      | Mer des Antilles | 158              |
| 19 | Île de la Possession               | Océan Indien     | 153              |
| 20 | Île des Pins                       | Océan Pacifique  | 151              |
| 21 | Moorea                             | Océan Pacifique  | 134              |
| 22 | Ouvéa                              | Océan Pacifique  | 132              |
| 23 | Île de l'Est                       | Océan Indien     | 122              |
| 24 | Ua Pou                             | Océan Pacifique  | 112              |
| 25 | Wallis                             | Océan Pacifique  | 96               |
| 26 | Tahaa                              | Océan Pacifique  | 88               |
| 27 | Saint-Martin (île)                 | Mer des Antilles | 87,2             |
| 28 | Belle-Île-en-Mer                   | Océan Atlantique | 85,6             |
| 29 | Île de Ré                          | Océan Atlantique | 85,3             |
| 30 | Fatu Hiva                          | Océan Pacifique  | 84               |
| 31 | Ua Huka                            | Océan Pacifique  | 83,4             |
| 32 | Rangiroa                           | Océan Pacifique  | 79               |
| 33 | Huahine                            | Océan Pacifique  | 74               |
| 34 | Île aux Cochons                    | Océan Indien     | 67               |
| 35 | Tahuata                            | Océan Pacifique  | 61               |
| 36 | Île Amsterdam                      | Océan Indien     | 58               |
| 37 | Makemo                             | Océan Pacifique  | 56               |
| 38 | Île Art                            | Océan Pacifique  | 52,6             |
| 39 | Île Howe                           | Océan Indien     | 51               |
| 40 | Île de Noirmoutier                 | Océan Atlantique | 49               |
| 41 | Hao                                | Océan Pacifique  | 47               |
| 42 | Futuna                             | Océan Pacifique  | 46,3             |
| 43 | Île Saint-Lanne Gramont            | Océan Indien     | 45,8             |
| 44 | Tubuai                             | Océan Pacifique  | 45               |
| 45 | Eiao                               | Océan Pacifique  | 43,8             |
| 46 | Île du Port                        | Océan Indien     | 43               |
| 47 | Île Balabio                        | Océan Pacifique  | 39               |
| 48 | Anaa                               | Océan Pacifique  | 37,7             |
| 49 | Île Ouen                           | Océan Pacifique  | 37               |
| 50 | Île Longue                         | Océan Indien     | 35               |
| 49 | Île de l'Ouest                     | Océan Indien     | 33               |
| 50 | Île Europa                         | Océan Indien     | 32,9             |
| 51 | Île Portal                         | Océan Atlantique | 27               |
| 52 | Saint-Pierre                       | Océan Atlantique | 25               |
| 53 | Île d'Yeu                          | Océan Atlantique | 23,3             |
| 54 | Banc d'Arguin                      | Océan Atlantique | 22               |
| 55 | La Désirade                        | Mer des Antilles | 21,4             |
| 56 | Île Petit-Cayenne                  | Océan Atlantique | 21               |
| 57 | Tikehau                            | Océan Pacifique  | 20               |
| 58 | Apataki                            | Océan Pacifique  | 20               |
| 59 | Alofi                              | Océan Pacifique  | 17,8             |
| 60 | Fakarava                           | Océan Pacifique  | 16               |
| 61 | Mataiva                            | Océan Pacifique  | 16               |
| 62 | Île d'Ouessant                     | Océan Atlantique | 15,6             |
| 63 | Île Pott                           | Océan Pacifique  | 15               |
| 64 | Moho Tani                          | Océan Pacifique  | 15               |
| 65 | Takapoto                           | Océan Pacifique  | 15               |
| 66 | Groix                              | Océan Atlantique | 14,8             |
| 67 | Manihi                             | Océan Pacifique  | 13               |
| 68 | Porquerolles                       | Mer Méditerranée | 12,5             |
| 69 | Île Haute                          | Océan Indien     | 12               |
| 70 | Ahe                                | Océan Pacifique  | 12               |
| 71 | Toau                               | Océan Pacifique  | 12               |
| 72 | Kaukura                            | Océan Pacifique  | 11               |
| 73 | Pamanzi                            | Océan Indien     | 11               |